# Hyères
« Hyères-les-Palmiers » et « Hyères les Palmiers » redirigent ici. Pour les autres significations, voir Hyères (homonymie).
Pour les articles ayant des titres homophones, voir Yerres et Hier.
Hyères (prononcé [ jɛʁ] occitan provençal : Ieras ou Iero) est une commune française située dans le département du Var, en Provence-Alpes-Côte d'Azur.
Chef-lieu de deux cantons, la ville est située sur la rive de la mer Méditerranée à 16 km à l'est de Toulon, à l'embouchure du Gapeau. Cette station balnéaire est appelée Hyères-les-Palmiers par la municipalité et l'office du tourisme (ainsi que dans le logo de la commune) en raison des 7 000 palmiers plantés dans la commune et cultivés dans les pépinières. En 2016, la population hyéroise avait atteint jusqu'à 56 799 habitants.
Sous l'impulsion de son maire Alphonse Denis, Hyères devient, dès l'année 1830, une destination touristique et une station climatique d'hiver, réputée pour ses cures thermales et fréquentée notamment par la communauté anglaise qui laisse une empreinte architecturale toujours perceptible dans le paysage urbain actuel.
La ville est aussi le berceau des premières tentatives d'acclimatation de plantes exotiques sur la Côte d'Azur à partir de 1850, grâce à des horticulteurs qui exportent palmiers et cactées produits dans leurs pépinières et fournissent les propriétaires.
Aujourd'hui, outre la culture du palmier, Hyères occupe une position prédominante en matière de floriculture et de viticulture. Les établissements de santé, souvent d'anciens sanatoriums, tel l'hôpital Renée Sabran fondé par le docteur Vidal, reconvertis en centres de réadaptation fonctionnelle, comptent parmi les plus importants du département. La villégiature d'été à Hyères connaît un essor grâce à son port de plaisance, aux plages et à la proximité de lieux touristiques comme les îles d'Or, protégées partiellement par un parc national, les Salins ou le site archéologique d'Olbia.

## Géographie

### Localisation

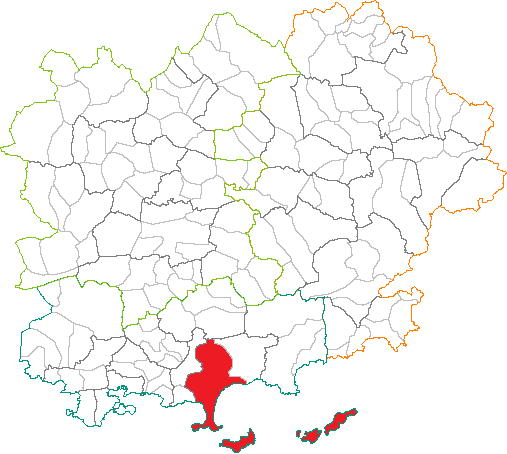
Position d'Hyères dans le Var.

La commune d'Hyères inclut notamment la presqu'île de Giens et les îles d'Hyères. Ces îles comprennent Porquerolles, Port-Cros et l'île du Levant ainsi que de nombreuses petites îles et îlots. On les appelle aussi les « îles d'Or », nom qui leur fut donné à la Renaissance, sans doute parce que, sous certains éclairages, les micaschistes de leurs roches ont des reflets d'or. Outre ces îles, la ville est composée de nombreux quartiers tels que la Capte, Giens, l'Almanarre, l'Ayguade, le Pyanet, Costebelle, les Salins-d'Hyères ou les Borrels. La ville, qui longe la mer sur trente-neuf kilomètres de côtes, est la plus méridionale de Provence et son relief côtier alterne entre rivages de sable ou falaises rocheuses.
La plus ancienne des stations climatiques de la Côte d’Azur est située dans un site abrité. Ses vieux quartiers s’accrochent au versant sud de la colline du Castéou (204 m) et dominent la ville moderne et la rade qu’enserrent le cap Bénat et la presqu’île de Giens. La notoriété de la ville remonte au XVIIIe siècle.
La commune est située à sept-cent-deux kilomètres au sud-est de Paris-Notre-Dame, point zéro des routes de France, à soixante-cinq kilomètres au sud-est de Marseille, à seize kilomètres à l'est de Toulon, à trente et un kilomètres au sud de Brignoles, à cinquante-huit kilomètres au sud-ouest de Draguignan et à quarante-huit kilomètres au sud-ouest de Saint-Tropez.

#### Communes limitrophes
Du sud-ouest à l'est, la commune est baignée par la mer Méditerranée, avec le golfe de Giens au sud-ouest de la presqu'île et le quartier insulaire de Porquerolles au sud. Du sud-est à l'est se trouve la rade d'Hyères avec les îles de Bagaud, Port-Cros et Le Levant. Au nord-est, la commune est limitrophe de La Londe-les-Maures, de Pierrefeu-du-Var au nord, le Gapeau la sépare de La Crau au nord-ouest, la station balnéaire de Carqueiranne est située à l'ouest. À l'est se trouve la commune de Bormes-les-Mimosas dont la baie fait partie du cercle des 45 plus belles baies du monde selon l'Unesco.
| La Crau        | Pierrefeu-du-Var | La Londe-les-Maures |
| Carqueiranne   | Hyères           | Mer Méditerranée    |
| Golfe de Giens | Mer Méditerranée | Mer Méditerranée    |

### Géologie et relief

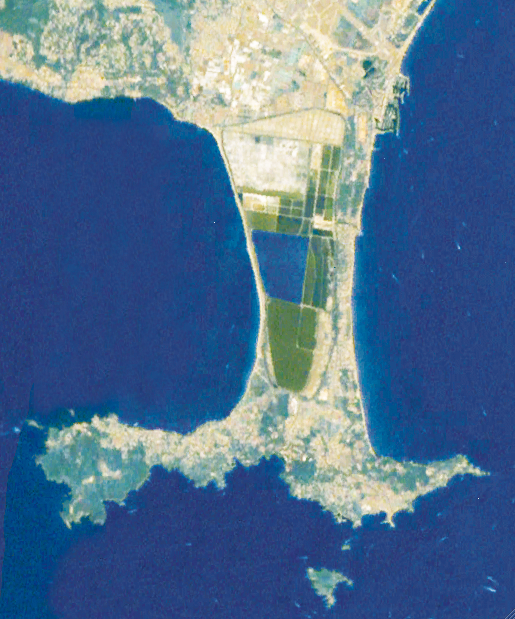
La presqu'île de Giens vue par satellite.

L'altitude minimale se situe au niveau de la mer, la maximale est à 364 mètres pour une altitude moyenne de 182 mètres. La mairie est à une altitude de 29 mètres. Le nord de la commune est occupé par la colline du Castéou (198 m) et, à l'extrémité occidentale, le massif des Maures, à savoir les hauteurs des Bertrands, celles du Surlier, le chapeau de Gendarme (l'ensemble culmine à 300 mètres en moyenne) ainsi que les Maurettes qui culminent à 291 mètres au Fenouillet. Le sud du territoire communal est constitué de vallées ou de plaines lagunaires dominées par deux belvédères, le mont des Oiseaux (et pic des Fées) qui atteint 241 mètres et Costebelle (101 mètres).

### Hydrographie et les eaux souterraines
Hyères possède un linéaire côtier de 179 kilomètres.
Le fleuve du Gapeau passe dans la commune arrivant par La Crau. Prenant sa source au pied du massif de la Sainte-Baume, il parcourt 47,5 kilomètres, traversant les communes de Méounes-lès-Montrieux, Belgentier, Solliès-Toucas, Solliès-Pont, Solliès-Ville, La Farlède, La Crau. Son embouchure, au village des Salins, est située à l'est du territoire communal.
Le Roubaud, un petit fleuve côtier au cours très incertain, emprunte la vallée située à l'ouest de la commune autrefois occupée par le Gapeau primitif. Il se jette à la mer au lieu-dit l'Ayguade.
On trouve également deux autres cours d'eau sur le territoire de la commune, le canal de Jean Natte, reliant le Gapeau et le Roubaud et au nord de la commune le Réal Martin.
Enfin, on trouve divers ruisseaux, comme le Pansart et la Malaveine ainsi que le Vallon des Châtaigniers, le Vallon de Valbonne, le Vallon du Viet, la Baisse des Contes et le Vallon des Borrels,.

### Climat
Pour des articles plus généraux, voir Climat de Provence-Alpes-Côte d'Azur et Climat du Var.
En 2010, le climat de la commune est de type climat méditerranéen franc, selon une étude du Centre national de la recherche scientifique s'appuyant sur une série de données couvrant la période 1971-2000. En 2020, Météo-France publie une typologie des climats de la France métropolitaine dans laquelle la commune est exposée à un climat méditerranéen et est dans la région climatique Var, Alpes-Maritimes, caractérisée par une pluviométrie abondante en automne et en hiver (250 à 300 mm en automne), un très bon ensoleillement en été (fraction d’insolation > 75 %), un hiver doux (8 °C) et peu de brouillards.
Pour la période 1971-2000, la température annuelle moyenne est de 15,3 °C, avec une amplitude thermique annuelle de 14,9 °C. Le cumul annuel moyen de précipitations est de 789 mm, avec 6,5 jours de précipitations en janvier et 1,2 jours en juillet. Pour la période 1991-2020, la température moyenne annuelle observée sur la station météorologique installée sur la commune est de 15,7 °C et le cumul annuel moyen de précipitations est de 668,8 mm. 
La température maximale relevée sur cette station est de 42,3 °C, atteinte le 7 juillet 1982 ; la température minimale est de −11 °C, atteinte le 8 janvier 1985,,.
| Mois                                  | jan.           | fév.            | mars            | avril           | mai           | juin           | jui.            | août           | sep.          | oct.           | nov.          | déc.            | année     |
| ------------------------------------- | -------------- | --------------- | --------------- | --------------- | ------------- | -------------- | --------------- | -------------- | ------------- | -------------- | ------------- | --------------- | --------- |
| Température minimale moyenne (°C)     | 4,9            | 4,6             | 6,6             | 8,8             | 12,3          | 15,7           | 18,1            | 18,3           | 15,5          | 12,8           | 8,8           | 5,9             | 11        |
| Température moyenne (°C)              | 9,2            | 9,2             | 11,3            | 13,5            | 17,1          | 20,8           | 23,4            | 23,6           | 20,5          | 17,1           | 13            | 10,1            | 15,7      |
| Température maximale moyenne (°C)     | 13,6           | 13,8            | 16              | 18,1            | 21,9          | 25,8           | 28,8            | 29             | 25,4          | 21,4           | 17,1          | 14,3            | 20,4      |
| Record de froid (°C) date du record   | −11 08.01.1985 | −7,1 10.02.1986 | −5,9 06.03.1971 | −0,4 01.04.1975 | 1 01.05.1960  | 6,5 01.06.1986 | 9,9 01.07.1991  | 8,6 31.08.1986 | 6 15.09.1965  | 2,3 28.10.1980 | −2 23.11.1998 | −4,9 28.12.1962 | −11 1985  |
| Record de chaleur (°C) date du record | 23 19.01.07    | 23,3 03.02.20   | 25,9 19.03.1998 | 27,2 23.04.09   | 35,6 28.05.06 | 36,5 19.06.09  | 42,3 07.07.1982 | 37,8 05.08.17  | 36,5 05.09.16 | 29,7 09.10.12  | 25 06.11.13   | 23,9 12.12.1961 | 42,3 1982 |
| Précipitations (mm)                   | 73,7           | 51,2            | 44              | 55,2            | 39,5          | 36,6           | 7,8             | 14,4           | 57,9          | 105,1          | 108,6         | 74,8            | 668,8     |

| Diagramme climatique                                  |             |         |             |              |              |             |            |              |               |              |             |
| J                                                     | F           | M       | A           | M            | J            | J           | A          | S            | O             | N            | D           |
| 13,64,973,7                                           | 13,84,651,2 | 166,644 | 18,18,855,2 | 21,912,339,5 | 25,815,736,6 | 28,818,17,8 | 2918,314,4 | 25,415,557,9 | 21,412,8105,1 | 17,18,8108,6 | 14,35,974,8 |
| Moyennes : • Temp. maxi et mini °C • Précipitation mm |             |         |             |              |              |             |            |              |               |              |             |

Les paramètres climatiques de la commune ont été estimés pour le milieu du siècle (2041-2070) selon différents scénarios d'émission de gaz à effet de serre à partir des nouvelles projections climatiques de référence DRIAS-2020. Ils sont consultables sur un site dédié publié par Météo-France en novembre 2022.

### Milieux naturels et biodiversité

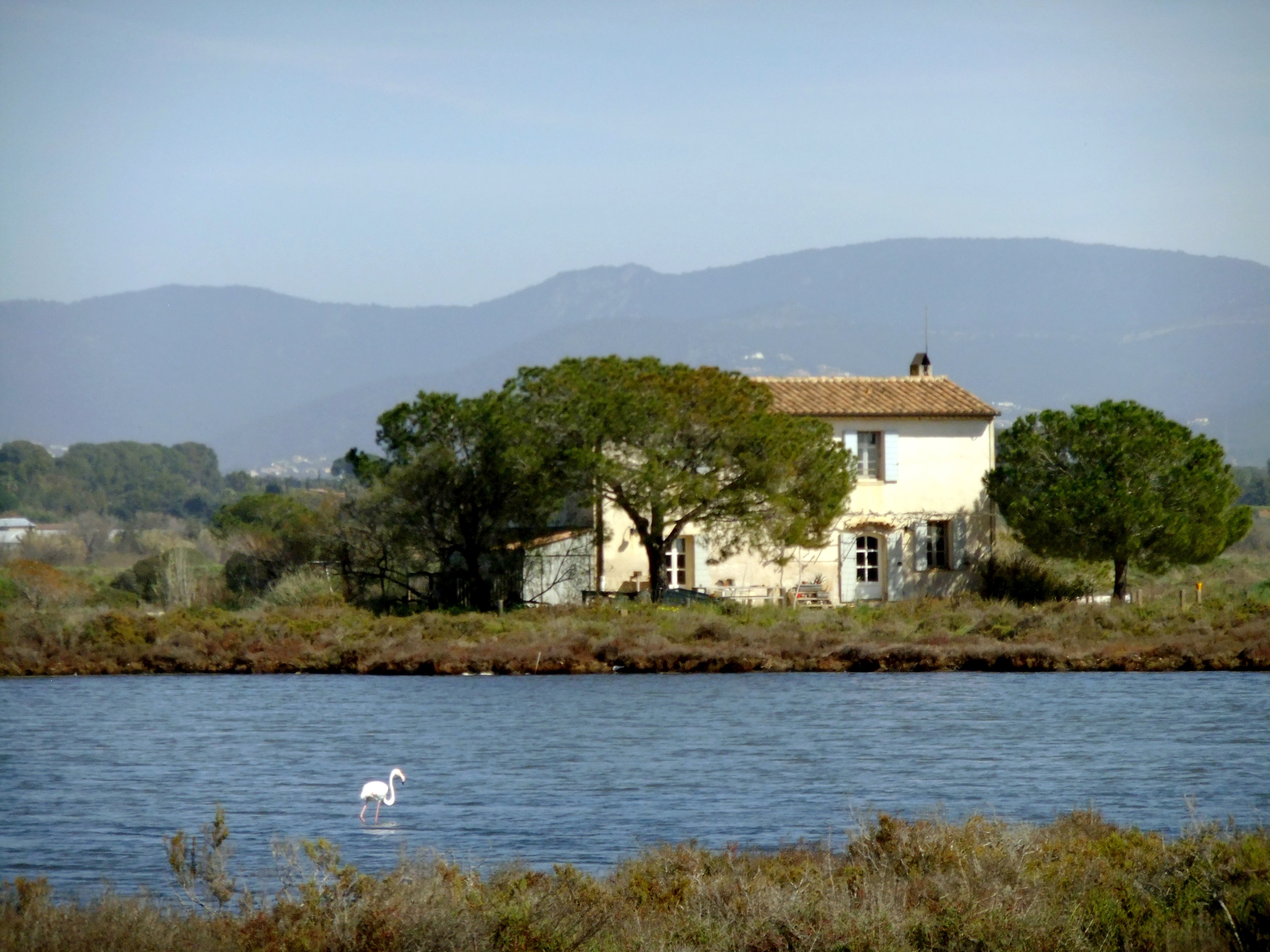
Site protégé des Vieux salins.

Hyères possède plusieurs lieux environnementaux importants, la presqu'île de Giens, les Salins-d'Hyères, et les îles d'Or.
Les îles d'Or — appelées aussi îles d'Hyères — comprennent les îles de Porquerolles, de Port-Cros, du Levant et de Bagaud. Le territoire de la commune englobe aussi divers îlots comme l'îlot de la Gabinière, l'île de la Redonne, l'île du Grand Ribaud, l'île du Petit Ribaud et le rocher du Rascas.
La commune d'Hyères, également comprise dans la zone du Sanctuaire Pelagos et du parc national de Port-Cros, est le gestionnaire de la partie française de cet espace maritime destiné à protéger les mammifères marins.

## Urbanisme

### Typologie
Au 1er janvier 2024, Hyères est catégorisée centre urbain intermédiaire, selon la nouvelle grille communale de densité à sept niveaux définie par l'Insee en 2022.
Elle appartient à l'unité urbaine de Toulon, une agglomération inter-départementale regroupant 27  communes, dont elle est une commune de la banlieue,,. Par ailleurs la commune fait partie de l'aire d'attraction de Toulon, dont elle est une commune de la couronne,. Cette aire, qui regroupe 35 communes, est catégorisée dans les aires de 200 000 à moins de 700 000 habitants,.
La commune, bordée par la mer Méditerranée, est également une commune littorale au sens de la loi du 3 janvier 1986, dite loi littoral. Des dispositions spécifiques d’urbanisme s’y appliquent dès lors afin de préserver les espaces naturels, les sites, les paysages et l’équilibre écologique du littoral, tel le principe d'inconstructibilité, en dehors des espaces urbanisés, sur la bande littorale des 100 mètres, ou plus si le plan local d’urbanisme le prévoit.

### Occupation des sols
Le tableau ci-dessous présente l'occupation des sols de la commune en 2018, telle qu'elle ressort de la base de données européenne d’occupation biophysique des sols Corine Land Cover (CLC).

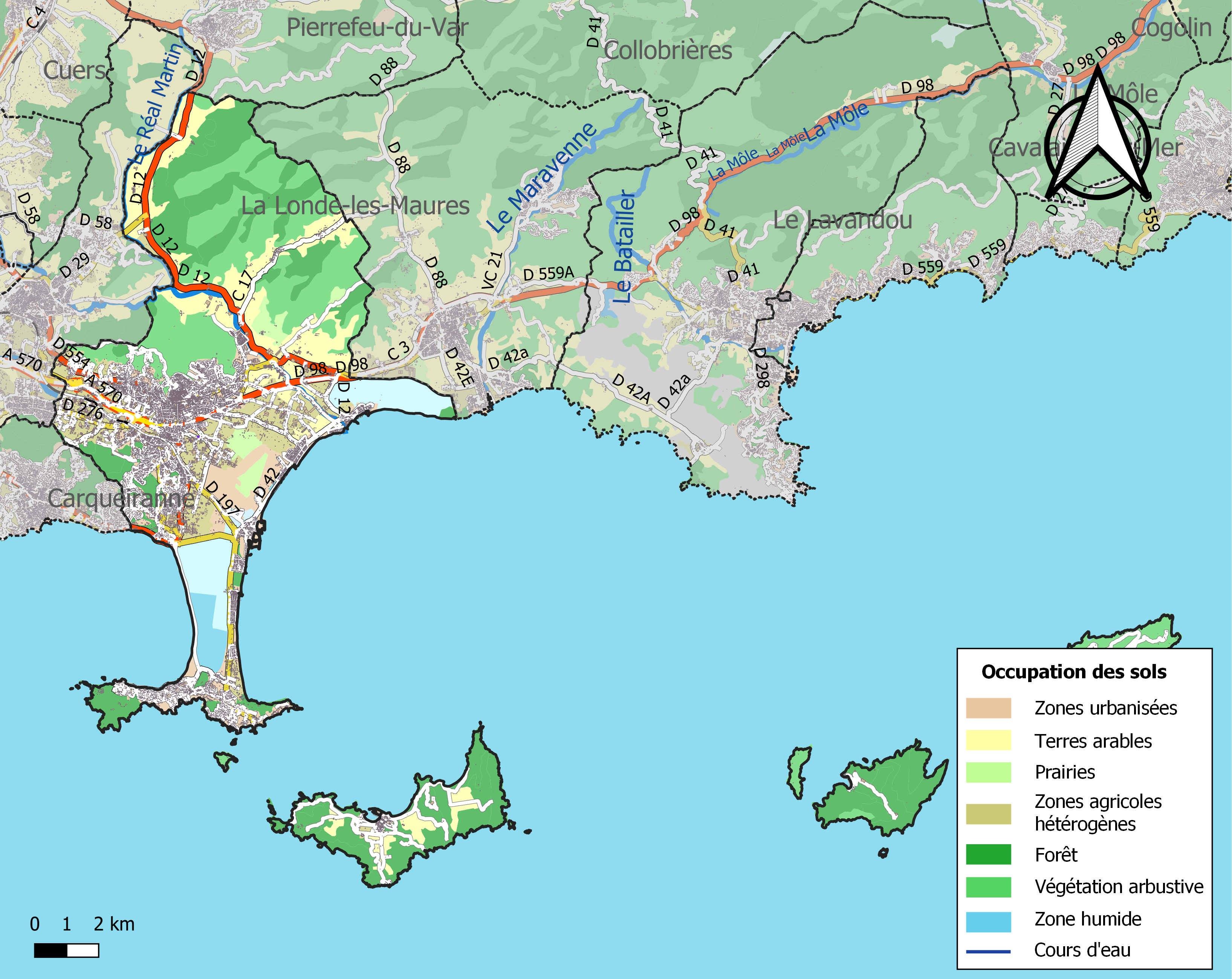
Carte des infrastructures et de l'occupation des sols de la commune en 2018 (CLC).

| Type d’occupation                                                                   | Pourcentage | Superficie (en hectares) |
| ----------------------------------------------------------------------------------- | ----------- | ------------------------ |
| Tissu urbain discontinu                                                             | 13,3 %      | 1779                     |
| Zones industrielles ou commerciales et installations publiques                      | 0,4 %       | 50                       |
| Zones portuaires                                                                    | 0,2 %       | 30                       |
| Aéroports                                                                           | 1,6 %       | 216                      |
| Équipements sportifs et de loisirs                                                  | 0,9 %       | 117                      |
| Terres arables hors périmètres d'irrigation                                         | 3,6 %       | 478                      |
| Vignobles                                                                           | 7,6 %       | 1022                     |
| Vergers et petits fruits                                                            | 2,0 %       | 262                      |
| Oliveraies                                                                          | 0,5 %       | 66                       |
| Prairies et autres surfaces toujours en herbe                                       | 1,8 %       | 234                      |
| Systèmes culturaux et parcellaires complexes                                        | 11,9 %      | 1596                     |
| Surfaces essentiellement agricoles interrompues par des espaces naturels importants | 0,03 %      | 5                        |
| Forêts de feuillus                                                                  | 6,7 %       | 901                      |
| Forêts de conifères                                                                 | 9,4 %       | 1262                     |
| Forêts mélangées                                                                    | 9,5 %       | 1266                     |
| Végétation sclérophylle                                                             | 23,0 %      | 3068                     |
| Marais maritimes                                                                    | 0,3 %       | 35                       |
| Marais salants                                                                      | 5,0 %       | 671                      |
| Lagunes littorales                                                                  | 1,5 %       | 203                      |
| Mers et océans                                                                      | 0,8 %       | 103                      |
| Source : Corine Land Cover                                                          |             |                          |

### Morphologie urbaine
La ville dispose d'un plan local d'urbanisme et relève du schéma de cohérence territoriale Provence Méditerranée regroupant 32 communes.

### Quartiers et lieux-dits

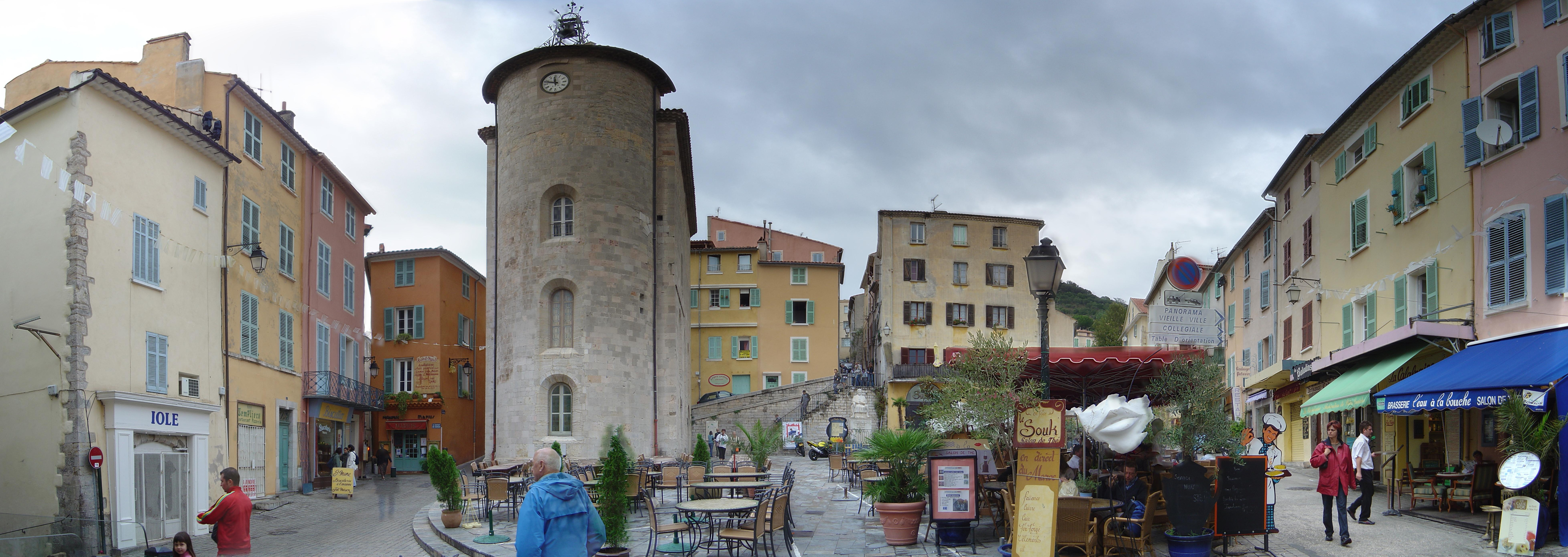
Vue panoramique du centre-ville.

La commune d'Hyères étant très étendue en superficie, elle a été subdivisée en plusieurs quartiers et hameaux qui possèdent une mairie annexe : les Borrels, la Sauvebonne, le Port et l'Almanarre au nord et au sud. Les Salins et l'Ayguade à l'est. La Bayorre à l'ouest. La Capte, Giens, La plage, La tour Fondue et La Madrague sur la presqu'ile et sur les îles, Porquerolles, Port-Cros et Le Levant.

### Projets d'aménagements
- Opération Grand Site de la Presqu'île de Giens et des Salins-d'Hyères[33],[34].

### Voies de communication et transports

#### Axes routiers
La départementale 559 de Fréjus et la nationale 98 de La Londe-les-Maures. Depuis l'est du Var et les Alpes-Maritimes, il est cependant plus rapide d'emprunter les autoroutes A8/A57/A570 pour atteindre Hyères.
La départementale 559 et l'autoroute A570 depuis Toulon et la D 554 de La Crau par le rond-point Henri-Petit.
Accès par le nord avec la D 12 en direction de Brignoles.
La D 197 part vers la presqu'île de Giens et la D 42 vers le hameau de l'Ayguade.

#### Transport urbain
Le réseau de transport urbain « Mistral » de Toulon Provence Méditerranée dessert la ville d'Hyères avec 12 lignes, dont 2 nocturnes :
- 16 Moulin Premier - Maurels
- 17 L'Oratoire -  Lycée Costebelle
- 23 Gare Routière de Toulon - Espace 3000 Hyères (Par Le Pradet)
- 29 Gare Routière de Toulon - Lycée Costebelle par La Garde et La Crau
- 39 Gare Routière de Toulon - Lycée Golf Hôtel par Carqueiranne (aussi nocturne)
- 63 Aéroport de Toulon-Hyères (par le port d'Hyères) - Moulin Premier (par les Salins)
- E65 Plage Almanare - Les Salins (aussi nocturne)
- 67 Hyères-Centre (Joffre) - Tour Fondue (Giens)
- E67 P+R Arromanches 2 - Tour Fondue (Giens)
- 68 Parc Chevaliers - Badine (ancien nom : Chambre des Métiers) (Giens)
- 102 Gare Routière de Toulon - Aéroport de Toulon-Hyères (par l'Ayguade)
- 103 Gare Routière de Toulon - Moulin Premier - Hyères Saint-Nicolas

Des appels bus sont possibles pour :
- AB61 Secteur Cimetière / Les Borrels (anciennes lignes 64 et 69) (point d'attente : Hyères-Centre (Denis))
- AB68 Secteur Giens / Badine / Parc Chevaliers (de Septembre à Mai) (remplaçant la ligne 68)

#### Historique du réseau Mistral
En septembre 2017, la ligne 68 s'arrête à Badine (ancien nom : Chambre des Métiers), et non à la Tour Fondue, et elle ne circule plus toute l'année, mais de juin à septembre.
En juin 2021, la navette Arromanches (Arromanches - Port La Gavine) a changé pour devenir la ligne 65 (Les Salins - P+R Arromanches 2), et est exploité en standard.
En septembre 2021, les lignes 64 (Denis - 3ème Borrels) et 69 (Denis - Cimetière) sont fusionnées pour donner un appel bus, l'AB61.
En mai 2023, l'exploitant des lignes du Réseau Mistral de Hyères qui était la Keolis-Sodetrav change pour la SNT Suma avec leur nouveau dépôt à la Maunière (près de la Gare).
En septembre 2023, les lignes 63 et 66 fusionnent pour donner la "nouvelle" ligne 63 entre l'Aéroport et Moulin Premier (en passant par la Z.A. Palyvestre, le centre-ville, l'Ayguade, les Salins et Capricorne.
En juin 2024, la ligne 65 devient la ligne E65 et est prolongé à l'ouest vers Plage Almanare, et la ligne E67 est créée (11h à 17h) entre P+R Arromanches 2 et la Tour Fondue.
En septembre 2024, la ligne 17 est simplifié grâce à l'arrivée de la ligne 16.

#### Ligne maritime vers les iles d'Or
TLV-TVM, compagnie privé, assure des liaisons maritimes vers les îles d'Hyères.

#### Transport aérien
L'aéroport de Toulon-Hyères partage les pistes avec la base d'aéronautique navale d'Hyères Le Palyvestre, celui-ci dessert à l'année les aéroports de Paris-Orly, Nantes, Londres-Stansted et Charleroi-Bruxelles-Sud (n'est plus desservi). En 2011, il a accueilli 578 105 personnes.

#### Transport ferroviaire
La gare SNCF d'Hyères est desservie via l'antenne de la ligne de La Pauline-Hyères aux Salins-d'Hyères. Elle est le départ ou le terminus d'une ligne TGV vers la gare de Paris-Lyon et de trains express régionaux TER Provence-Alpes-Côte d'Azur (jusqu'à la gare de Marseille Saint-Charles).

#### Gare routière
L'ancienne gare routière (Réseau Mistral + Zou !) a fermé en 2013, une nouvelle est en projet à côté de la Gare SNCF, avec un train automatique (tel OrlyVal) qui reliera la gare SNCF à l'Aéroport

## Toponymie
Hyères est citée pour la première fois en 963 sous la forme Eyras ou Eras[réf. nécessaire]. On doit faire l'élision et parler de la ville d'Hyères, de la rade d'Hyères ainsi que des îles d'Hyères, puisque le h aspiré n'existe pas en provençal et, qu'en outre, celui d'Hyères est une fantaisie graphique qui apparaît tardivement. En 1801, la ville s'orthographiait indifféremment Hières ou Hyères. Le nom de la commune s'écrit Ieras en occitan selon la norme classique et Iero selon la norme mistralienne (prononcé ['jeɾɔ]).
Le nom de la localité résulte d'une évolution phonétique du mot latin area, vers une forme occitane francisée par la suite. Area avait le sens d'« espace découvert », puis a pris ensuite les sens de « cour, jardin, maison ». Le nom de cette ville semble provenir des grandes aires de séchage du sel qu’on trouve aux Salins-d'Hyères, peut-être depuis l'Antiquité tardive, après altération du terme latin area désignant des marais salants. Il y a homonymie avec Hières-sur-Amby (Isère, Hera XIe siècle) et les Aires (Hérault, Airas XIe siècle).
À la fin du XIXe siècle, la commune veut s'appeler « Hyères-les-Palmiers » ; ce changement administratif ne s’est pas fait, mais la municipalité utilise fréquemment ce nom d'usage y compris dans ses documents officiels. Cette tendance à mettre en valeur la présence des palmiers faisait ironiser Alexandre Dumas père qui parlait de « la place des quelques petits palmiers »[réf. nécessaire].

### Microtoponymie
- Almanarre : le phare. Vestige de l'occupation arabe[45].
- Pesquier : vivier d'eau froide[46].
- Gapeau :  hypothèse d'un radical pré-celtique gaba signifiant probablement rivière encaissée[47].
- Burlière : ancêtre du jeu de boules[48].

## Histoire

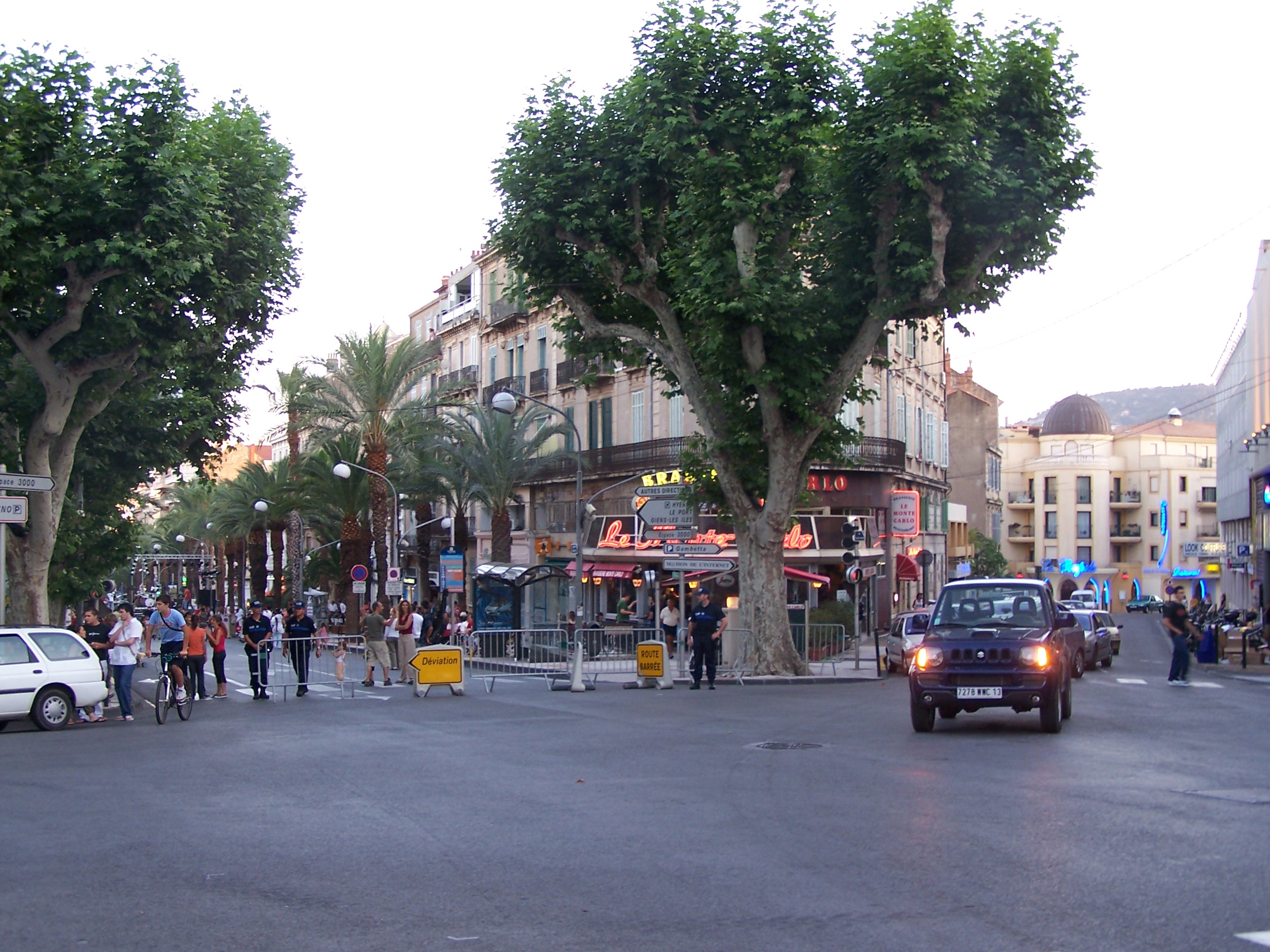
L'avenue Gambetta.

### Antiquité
Le monument le plus ancien de la ville est sans doute la pierre à cupules, une dalle en schiste qui aurait été gravée vers 500-600 av. J.-C. par les Grecs. Elle représenterait peut-être des constellations.
C'est au IVe siècle av. J.-C. qu'un comptoir commercial fortifié fut construit par des marins grecs de Massalia, sur les rives de la Méditerranée, à Hyères dans le lieu-dit de l'Almanarre : l'actuelle Olbia de Provence. Le comptoir se nomma Olbia qui veut dire « L'Heureuse » en grec et puis leur présence s'est étendue lentement sur la presqu'île de Giens. Ce bastion fortifié a pour but de sécuriser la navigation côtière vers l'Italie à la suite des incursions des barbares ligures. Une caserne de 165 m de côté constituée d'un double mur avec des tours aux angles et sur le périmètre fut installée. Son intérieur est découpé en quatre par deux artères.
Chaque quartier était composé de dix îlots d'habitation séparés par des ruelles de 2,20 m de large. À ceux-ci viennent s'ajouter deux sanctuaires dédiés à Aphrodite et Artémis. On suppose que la population se situait entre 800 et 1 000 habitants.
Au IIe siècle avant notre ère, les Romains s'établissent sur la commune et fondent Pomponiana, une station de galères à proximité d'Olbia la grecque.

### Moyen Âge
Sous le règne de Gontran Ier, roi Franc à la tête de la Burgondie, Olbia est définitivement abandonnée en raison de la submersion du port et de l'augmentation de l'insécurité en bord de mer sous la dynastie mérovingienne.
Dès le début du Moyen Âge, la ville était appelé Castrum Aracarum (ou Aracarum Castrum, qui est la devise du château et qui est gravée à son entrée) ce qui signifie que le château d'Hyères existait déjà.
Hyères est cité pour la première fois en 963 sur deux documents : une bulle du pape Léon VIII et une charte de Conrad, roi de Bourgogne et de Provence, qui concèdent Hyères et ses alentours en confirmant l'attribution à l'abbaye bénédictine de Montmajour. Il est fait mention de salines et de pêcheries. C'est Guillaume Ier, comte de Provence, qui destine Hyères au seigneur de Fos après 972, afin qu'il édifie un fort et défende la côte contre les pirates Sarrasins qui ont établi une base à La Garde-Freinet.
Issu de la famille des vicomtes de Marseille, Pons de Fos est généralement considéré comme le premier seigneur d'Hyères en construisant un château à Hyères, dès la première moitié du XIe siècle, une fois les Sarrasins expulsés.
Une charte mentionne en 1056, la fondation par Guy et Astrude de Fos de l'église Saint-Nicolas située à l'est du Gapeau, à l'angle nord-ouest des Salins d'Hyères, et la dote, entre autres, de « la dîme sur la chasse aux lapins des îles ». L'acte évoque aussi la donation d'« une maison jouxtant l'église Saint-Paul, et située sur la place du Marché », place sur laquelle se tiennent des foires. L'église Saint-Nicolas, avec tous les biens et droits qui y sont liés, est placée sous la tutelle du chapitre de la cathédrale Saint-Étienne et Saint-Trophime d'Arles. Le lieu-dit Saint-Nicolas témoigne encore de l'emplacement de cette chapelle aujourd'hui disparue qui figurait encore sur un plan de la fin du XVIIIe siècle.
En 1062 et 1075, l'évêque Rostaing et ses frères donnent les églises Saint-Michel et Saint-Georges à l'abbaye de Saint-Victor de Marseille. Les terres de la première se situaient au voisinage d'une source nommée Alma Narra, ce qui la place sur la colline de Costebelle. La seconde était située à l'est des salins, entre les Bormettes et Léoube. Dans cette charte, Hyères est citée en tant que castrum Heras : c'est la première mention de fortifications. Et donation de salines de l'étang de Fabrégat à l'abbaye Saint-Victor. Cette charte signée dans la chapelle Saint-Benoît des Salins évoque le château d'Hyères dit Castellum Eiras.
Raymond-Geoffroy de Fos en 1216, privé de ressources, vend pour 18 000 sols royaux à la communauté de Marseille ses possessions à Hyères (un 1/12e) et la terre de Brégançon, ainsi que les salines des Îles d'Or, qui lui venaient de sa mère.
En juillet 1254, Louis IX fait un bref passage à Hyères après son débarquement sur la plage de L’Ayguade, à son retour de la septième croisade,.
Le 14 septembre 1257, les Fos doivent vendre tout ce qui leur reste de « Hyères, son château, sa ville, son territoire, ses îles » au comte de Provence, Charles d'Anjou. Un sceau, découvert en 2011 au pied du château atteste cet accord. Ce dernier y installe un viguier, son représentant, et entreprend de réaménager la cité et le château. C'est de cette époque que datent les plus vieux vestiges.
Hyères, au début du XIVe siècle, est la huitième ville provençale avec environ 5 000 habitants mais la Peste noire, arrivée par Marseille en 1347, ravage la Provence et emporte plus du tiers de la population. Celle-ci ne possède plus que 1 900 habitants cent ans après.
La mort de la reine Jeanne Ire ouvre une crise de succession à la tête du comté de Provence, les villes de l’Union d'Aix (1382-1387) soutenant Charles de Duras contre Louis Ier d'Anjou. Hyères fait partie de l’Union d’Aix, avant de faire promesse de reddition le 11 septembre 1387 à Marie de Blois, régente de Louis II d'Anjou.

### Période moderne

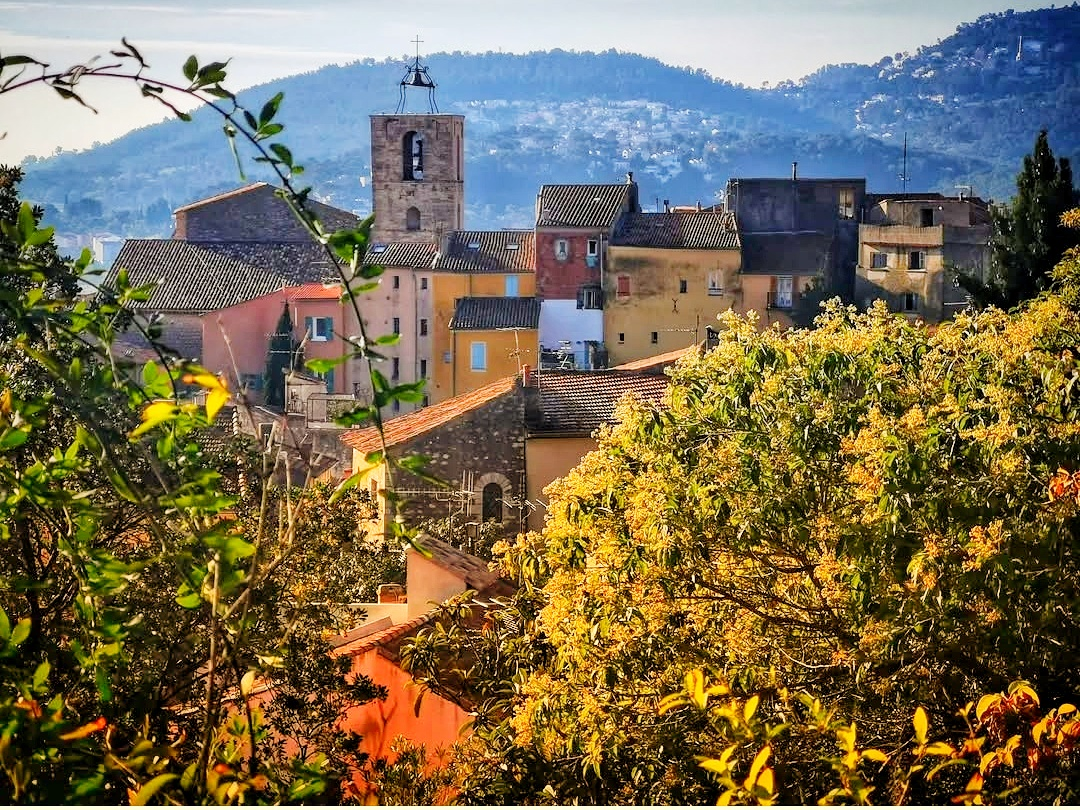
L'église Saint-Paul et la vieille ville.

En 1481, Hyères, comme toute la Provence, est intégrée au domaine royal français. C'est une période de grands travaux pour la ville et notamment l'édification du canal Jean-Natte. Voici quelques étapes clés de sa construction matérielle et son statut juridique :
C'est l'ingénieur Jean Natte et Rodulfe de Limans qui sont à l'origine de l'édification du canal du Béal. Conformément à la convention passée en 1458 entre les syndics et conseillers de la communauté d'Hyères et Jean Natte « de la rivière de Gènes » pour la construction d'un canal ou béal dérivé du Gapeau, ce canal est destiné à alimenter des moulins et à l'arrosage des jardins. Les travaux commencent le 27 septembre 1453. Le canal en pierre et mortier encore visible est totalement achevé en 1632, sous le règne du roi Louis XIII. Au cours du siècle suivant, il est renforcé de structures en contreforts, de canaux secondaires et d'écluses de pierre au lieu de bois. Les aménagements du Gapeau, dont deux barrages édifiés en grosses roches taillées, reliées par des crampons de fer, peuvent encore être admirés, ainsi que les prises d'eau, fermées par des pelles coulissantes.
Le canal devient un ouvrage stratégique et il est réglementé par des actes juridiques. Le 10 avril 1477, une transaction entre les syndics d'Hyères et Palamède de Forbin, seigneur de Solliès, ratifie la convention passée entre le sieur Beauval et le syndic des moulins le 31 mars 1459, autorisant le détournement et l'utilisation des eaux moyennant 100 florins. Le 16 mars 1463, une lettre du Roi René porte exemption de tous impôts et droits royaux en faveur de Jean Natte et des frères Paulet et Limans. Le 30 mai 1648, à la suite de nombreux conflits, est rédigé le premier règlement d'arrosage. Le 21 mars 1657, le Parlement d'Aix homologue une délibération des consuls de la communauté portant sur les espensiers illégaux et frappe les infractions d'amendes (23 décembre 1669 sentence du sénéchal, Hyères). En janvier 1684, un premier « rapport d'estime » livre une estimation des biens immobiliers relatifs au canal Jean Natte aussi appelé « canal des Moulins ».
Aujourd'hui, ses eaux sont toujours utilisées par les arrosants réunis en association syndicale contribuant ainsi à la réalimentation des nappes phréatiques existantes.
En 1564, Charles IX de France et Catherine de Médicis séjournent à Hyères où le roi veut construire un palais. Finalement le projet est annulé. La présence de palmiers est déjà citée.
En 1580, une épidémie de peste fait de nombreux morts.
Au cours des guerres de Religion, le château joue un rôle primordial mais il change plusieurs fois de main. Au début du XVIIe siècle, le château est en grande partie démantelé et la ville est en mauvais état. C'est au cours de cette période que la ville est devenue moins dominante que Toulon.

### Révolution française
Peu avant la Révolution française, l'agitation monte. Outre les problèmes fiscaux présents depuis plusieurs années, la récolte de 1788 avait été mauvaise et l'hiver 1788-89 très froid. L'élection des États généraux de 1789 avait été préparée par celles des États de Provence de 1788 et de janvier 1789, ce qui avait contribué à faire ressortir les oppositions politiques de classe et à provoquer une certaine agitation. C’est au moment de la rédaction des cahiers de doléances, fin mars, qu'une vague insurrectionnelle secoue la Provence. Une émeute se produit à Hyères le 25 mars,. Des paysans de la commune et des environs, ainsi que des femmes protestent contre la cherté des grains et les taxes. Le piquet est suspendu, puis rétabli mais à un taux moins élevé. Dans un premier temps, la réaction consiste dans le rassemblement d’effectifs de la maréchaussée sur place. Comme l'agitation continue, un détachement de l'armée est envoyé sur place. Puis des poursuites judiciaires sont diligentées, mais les condamnations ne sont pas exécutées, la prise de la Bastille comme les troubles de la Grande peur provoquant, par mesure d'apaisement, une amnistie début août.
Avec la loi de mars 1793, une grande liberté de choix est donnée aux parents pour prénommer leurs enfants. Plusieurs habitants d’Hyères choisissent, de l’an II à 1801, d’appeler leurs enfants Olbius ou Olbia, du nom antique de la ville.

### Période contemporaine

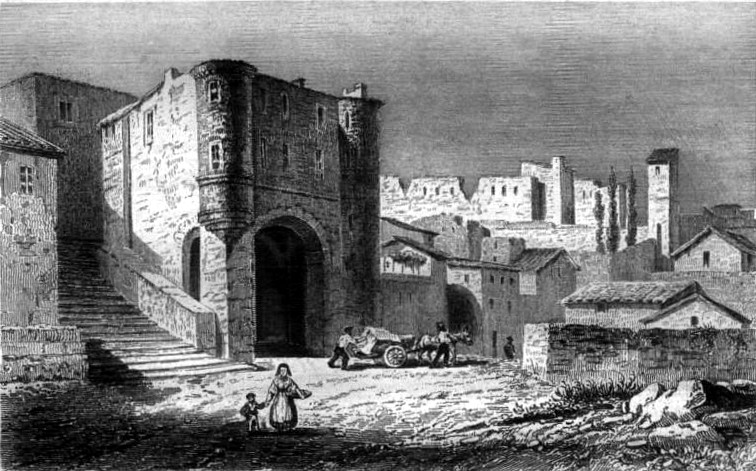
Gravure d'Hyères et de son château en 1838.

Lamartine séjourna à Hyères en 1840.
Après l’annonce du coup d'État du 2 décembre 1851 perpétré par Louis-Napoléon Bonaparte, la ville d’Hyères se soulève brièvement le 5 décembre.
Le 1er septembre 1862 la station d'Hyères est mise en service par la Compagnie des chemins de fer de Paris à Lyon et à la Méditerranée (PLM), lorsqu'elle ouvre à l'exploitation la première section de sa concession de Toulon à Nice. Mais la station est éloignée de la ville et un embranchement est à l'étude. Il faut attendre le 6 décembre 1875 pour la mise en service d'une nouvelle gare d'Hyères lors de l'ouverture de l'exploitation de la section de La Pauline-Hyères à Hyères du nouvel embranchement.
En 1887, le Dijonnais Stéphen Liégeard (1830-1925) publie l’ouvrage La Côte d’azur, qui donne son nom au littoral. Dans ce livre de 430 pages, il décrit les villes du littoral, de Marseille à Gênes. Il consacre sept pages à Hyères, à propos de laquelle il écrit : « Le long de cette plage baignée de rayons qui mérite notre baptême de Côte d’Azur, Hyères, la première, eut l’idée de mettre ses dons bénis au service de la maladie ou de la désespérance. À l’âme frappée, au corps débile, que pouvait-elle offrir ? Sa campagne abritée du mistral […] ». La première de ces phrases, mal interprétée, a fait croire à tort que Stéphen Liégeard avait eu l’idée de l’expression Côte d’Azur à Hyères, ce que ne mentionne nulle part son livre, ni sa seconde édition, de 1894, ni aucune biographie de cet écrivain.
La commune a été décorée, le 11 novembre 1948, de la Croix de guerre 1939-1945.
Hyères a connu un développement important à partir du milieu du XXe siècle, à la périphérie de l'agglomération toulonnaise tout en constituant un centre urbain indépendant et ouvert vers l'est. Le quartier du Val de Rougière se développe entre 1950 et 1971 sous la forme de grands ensembles. La ville a également bénéficié du développement du tourisme. La ville attira l'attention des médias avec l'assassinat le 25 février 1994  de la députée UDF, ex-FN Yann Piat.

## Politique et administration

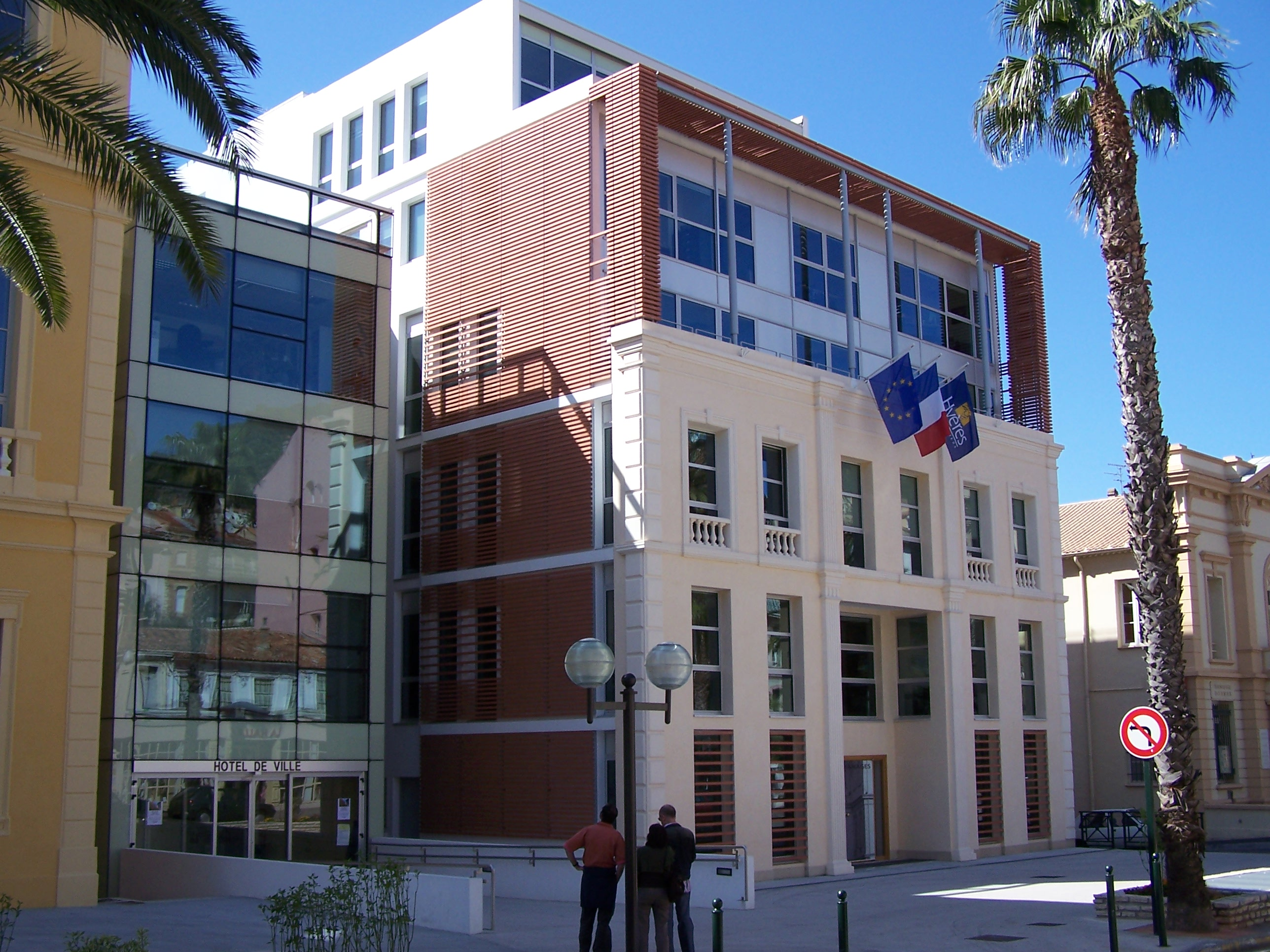
Extension de l'hôtel de ville.

Hyères est divisée en deux cantons, mais n'est le chef-lieu que de celui d'Hyères. Le deuxième canton est le canton de La Crau.
Le Maire de la ville est Jean-Pierre Giran depuis 2014. Il a été réélu à la suite des élections municipales de 2020.

La ville est dotée d'un Conseil Municipal composé de 45 membres. Actuellement, la majorité de Jean-Pierre Giran est de 34 sièges.

DVC-LREM-Modem-DVD: 9 sièges
LR-LC-UDI: 34 sièges
RN: 2 sièges

### Tendances politiques et résultats

#### Élections présidentielles, résultats des deuxièmes tours
- Élection présidentielle de 2002[84] : 72,29 % pour Jacques Chirac (RPR), 27,71 % pour Jean-Marie Le Pen (FN), 78,96 % de participation.
- Élection présidentielle de 2007[85] : 67,43 % pour Nicolas Sarkozy (UMP), 32,57 % pour Ségolène Royal (PS), 84,44 % de participation.
- Élection présidentielle de 2012[86] : 64,07 % pour Nicolas Sarkozy (UMP), 35,93 % pour François Hollande (PS), 81,45 % de participation.

#### Élections législatives, résultats des deuxièmes tours
- Élections législatives de 2002[87] : 65,78 % pour Jean-Pierre Giran (UMP), 34,22 % pour Philippe David de Beauregard (FN), 53,32 % de participation.
- Élections législatives de 2007[88] : 54,15 % pour Jean-Pierre Giran (UMP) élu au premier tour, 15,14 % pour Mireille Chabot (PS), 56,87 % de participation.

#### Élections européennes, résultats des deux meilleurs scores
- Élections européennes de 2004[89] : 24,49 % pour Michel Rocard (PS), 21,75 % pour Françoise Grossetête (UMP), 37,48 % de participation.
- Élections européennes de 2009[90] : 37,90 % pour Françoise Grossetête (UMP), 16,28 % pour Michèle Rivasi (Europe Écologie), 37,68 % de participation.

#### Élections régionales, résultats des deux meilleurs scores
- Élections régionales de 2004[91] : 41,18 % pour Renaud Muselier (UMP), 37,55 % pour Michel Vauzelle (PS), 61,68 % de participation.

#### Élections cantonales, résultats des deuxièmes tours
- Élections cantonales de 2004 (Canton d'Hyères-Est)[92] : 48,82 % pour Francis Roux (DVD), 28,87 % pour Jean-Pierre Noyer (PS), 61,68 % de participation.
- Élections cantonales de 2004 (Canton d'Hyères-Ouest)[93] : 46,43 % pour Daniel Barbarroux (DVD), 29,86 % pour André Sales (PS), 63,16 % de participation.
- Élections cantonales de 2008 (Canton de la Crau)[94] :52,43 % pour Marc Giraud (UMP), 37,54 pour Armel Gien (PS), 75,23 % de participation.

#### Élections municipales, résultats des deuxièmes tours
- Élections municipales de 2001[95] : 44,34 % pour Léopold Ritondale (DVD), 26,25 % pour Jean-Pierre Giran (RPR), 63,28 % de participation.
- Élections municipales de 2008[96]: 34,22 % pour Jacques Politi (DVD), 30,60 % pour Jean-Pierre Giran (UMP), 67,19 % de participation.

#### Élections référendaires
- Référendum de 2000 relatif au quinquennat présidentiel[97]: 69,17 % pour le Oui, 30,83 % pour le Non, 28,22 % de participation.
- Référendum de 2005 relatif au traité établissant une Constitution pour l'Europe[98] : 51,55 % pour le Non, 48,45 % pour le Oui, 66,48 % de participation.

### Jumelages
| Hyères a développé des associations de jumelage avec Rottweil (Allemagne) située à 593 kilomètres, depuis 1980. Elle a en outre développé un partenariat d'aide économique avec Coni en Italie depuis 1990. Sur son site officiel, la commune présente un jumelage avec la commune de Koekelberg en Belgique, mais celui-ci n'est pas reconnu par le ministère français des Affaires étrangères. | \| Hyères Rottweil \| |
| Hyères Rottweil |                       |

## Équipements et services publics

### Eau et déchets
La commune dispose de 3 stations d'épuration :
- Hyères - Porquerolles, d'une capacité de 4300 Équivalent-habitants[102],
- Hyères - Carqueiranne - Almanarre, d'une capacité de 121 667 Équivalent-habitants[103],
- Port-Cros, d'une capacité de 1300 Équivalent-habitants[104].

### Espaces publics

#### Les parcs
On trouve cinq parcs publics à Hyères : le parc Olbius Riquier, principal parc public d'Hyères proposant une collection de palmiers et labellisé Jardin remarquable, le parc Saint-Bernard (jardin de la villa Noailles) où pousse une grande variété de fleurs méditerranéennes. Ce parc public est complété par un jardin cubiste et il est labellisé Jardin remarquable. Le parc Sainte-Claire, parc public labellisé Jardin remarquable, le jardin du Roy, situé près du Park Hotel et le square Stalingrad, le plus ancien parc de la ville, construit en 1882. Ce dernier, qui fait 1 165 m2, s'appelait auparavant le jardin des palmiers.
On trouve également le parc privé du Plantier de Costebelle (maison de Paul Bourget), qui possède une grande variété de palmiers, un ensemble architectural rocaille (banc, puits, grotte, arbre) datant du XIXe siècle, une collection d'arbousiers de Chypre et de Jubaea chilensis, labellisé Jardin remarquable. On trouve également une population relictuelle de tortues d'Hermann.

### Enseignement
La commune est rattachée à l'académie de Nice.

### Postes et télécommunications
L'administration de la Poste a aussi créé des bureaux de poste décentralisés, avec des timbres à date différents selon les bureaux. Ils sont au nombre de huit :
Hyères-Hôtel-de-Ville, Hyères-Principal, Hyères-Principal B, Les Salins-d'Hyères, Île-du-Levant, Île-de-Port-Cros, Porquerolles et L'Ayguade Ceinturon.

### Installations culturelles

#### La Banque - Musée municipal des cultures et du paysage
Depuis son ouverture le 27 novembre 2021, le musée présente des peintures fin XVIIIe et XIXe siècles françaises et étrangères, ainsi que des collections d'objets archéologiques du site d'Olbia, sculptures du XIXe siècle, mobilier, fonds Paul Bourget (masque mortuaire du romancier, buste sculpté, livres, lettres).

#### Théâtre Denis
Construction en 1834 du théâtre Denis sur l'initiative d'Alphonse Denis et d'autres actionnaires. En 1848, ce théâtre devient la propriété d’Alphonse Denis. En 1879, il est racheté par la municipalité ; il a fait l'objet d'importants travaux en 1881, 1932, 1933, 1935 et 1956.

#### Médiathèque Saint-John-Perse
Devenue depuis juin 2005 une médiathèque en lieu et place de l'ancienne recette des impôts, place Théodore-Lefebvre. Legs Alphonse Denis (50 000 volumes), tapuscrit d'Edith Wharton (The Cruise of the vanadis), manuscrit de Paul Bourget (Laurence Albani), manuscrit autographe de Georges Cuvier (1769-1832), fonds d'enluminures.

### Santé
Un décret ministériel classe Hyères dans les stations hydrominérales et climatiques le 8 mars 1913. L'eau lithinée de San Salvadour était indiquée pour la goutte, la gravelle, les rhumatismes et l'athérosclérose.
La fonction médicale est depuis longtemps, présente à Hyères, station climatique qui a pris son essor grâce à Hermann Sabran (Hospices civils de Lyon), Félix et Léon Bérard ou l'industriel Péchiney. Les établissements sont au départ des sanatoriums qui, à partir des années 1960, se reconvertissent souvent en centres de réadaptation. Aujourd'hui, 3 000 personnes sont employées à Hyères dans les établissements de santé.
La première pierre du sanatorium Renée-Sabran et de la chapelle est posée en 1889, l'inauguration de cet édifice fondé par le docteur Vidal a lieu en 1892 ; une plaque d'information patrimoniale sera posée sur la villa du Dr Vidal, côté place Clemenceau, en mars 2019.
L’ancien sanatorium Pomponiana-Olbia a été construit par l’architecte bisontin René Tournier entre 1932 et 1937.

#### Rééducation et réadaptation fonctionnelle, handicap, enfants polyhandicapés
Hyères possède trois bâtiments de rééducation pour handicapés et enfants polyhandicapés :
1. l'hôpital Léon-Bérard (premier établissement de « RRF » du Var par son volume d'activité et son nombre de lits),
2. l'institut Pomponia-Olbia (association des Salins de Bregille)[N 14] et
3. l'institut hélio-marin de la Côte d’Azur (sanatorium fondé en 1904 par Alfred Rangod Pechiney, industriel, chimiste et inventeur, né en 1833 et mort à Hyères en 1916).

#### Établissements à vocation généraliste
Il existe aux 9-11-13 avenue Riondet un bâtiment de soins psychiatriques comprenant : un hôpital de jour, un centre de lutte contre les addictions, un centre médico-psychologique et enfin une unité d'hospitalisation de 10 lits (UAO).
À noter la présence 24 h/24 d'un centre d'accueil psychologique aux urgences de l’hôpital général d'Hyères.
Hyères possède quatre hôpitaux à vocation généraliste : l'hôpital San Salvadour (Assistance publique-Hôpitaux de Paris), l'hôpital René-Sabran (presqu'île de Giens, Hospices civils de Lyon), le centre hospitalier Marie-Josée-Treffot (hôpital comptant 212 lits et centre de gérontologie) et la clinique Sainte-Marguerite (spécialisée en cancérologie).

### Instances judiciaires et administratives
Le palais de justice ou tribunal d'instance d'Hyères, situé sur la place de République, est devenu, par suite des réformes, le Point d'Accès au droit.

## Population et société

### Démographie

#### Évolution démographique
L'évolution du nombre d'habitants est connue à travers les recensements de la population effectués dans la commune depuis 1793. Pour les communes de plus de 10 000 habitants les recensements ont lieu chaque année à la suite d'une enquête par sondage auprès d'un échantillon d'adresses représentant 8 % de leurs logements, contrairement aux autres communes qui ont un recensement réel tous les cinq ans,.

En 2022, la commune comptait 55 384 habitants, en évolution de −0,7 % par rapport à 2016 (Var : +4,98 %, France hors Mayotte : +2,11 %).
| 1793  | 1800  | 1806  | 1821  | 1831   | 1836  | 1841  | 1846   | 1851  |
| ----- | ----- | ----- | ----- | ------ | ----- | ----- | ------ | ----- |
| 6 500 | 6 528 | 6 982 | 7 617 | 10 142 | 8 880 | 9 966 | 10 116 | 9 999 |

| 1856  | 1861   | 1866   | 1872   | 1876   | 1881   | 1886   | 1891   | 1896   |
| ----- | ------ | ------ | ------ | ------ | ------ | ------ | ------ | ------ |
| 9 446 | 10 368 | 10 878 | 11 212 | 12 289 | 13 849 | 13 485 | 14 982 | 17 708 |

| 1901   | 1906   | 1911   | 1921   | 1926   | 1931   | 1936   | 1946   | 1954   |
| ------ | ------ | ------ | ------ | ------ | ------ | ------ | ------ | ------ |
| 17 659 | 17 790 | 21 339 | 17 476 | 19 816 | 22 967 | 26 378 | 23 654 | 29 061 |

| 1962   | 1968   | 1975   | 1982   | 1990   | 1999   | 2006   | 2011   | 2016   |
| ------ | ------ | ------ | ------ | ------ | ------ | ------ | ------ | ------ |
| 28 505 | 34 875 | 36 123 | 38 999 | 48 043 | 51 417 | 55 007 | 54 527 | 55 772 |

| 2021   | 2022   | - | - | - | - | - | - | - |
| ------ | ------ | - | - | - | - | - | - | - |
| 55 103 | 55 384 | - | - | - | - | - | - | - |

#### Pyramide des âges
La population de la commune est relativement âgée.
En 2018, le taux de personnes d'un âge inférieur à 30 ans s'élève à 28,3 %, soit en dessous de la moyenne départementale (30,2 %). À l'inverse, le taux de personnes d'âge supérieur à 60 ans est de 36,2 % la même année, alors qu'il est de 32,5 % au niveau départemental.
En 2018, la commune comptait 26 084 hommes pour 28 985 femmes, soit un taux de 52,63 % de femmes, légèrement supérieur au taux départemental (51,95 %).
Les pyramides des âges de la commune et du département s'établissent comme suit.
| Hommes | Classe d’âge | Femmes |
| ------ | ------------ | ------ |
| 1,2    | 90 ou +      | 3,2    |
| 11,3   | 75-89 ans    | 15,1   |
| 19,8   | 60-74 ans    | 21,4   |
| 19,2   | 45-59 ans    | 19,6   |
| 16,9   | 30-44 ans    | 15,4   |
| 16,7   | 15-29 ans    | 13,2   |
| 14,9   | 0-14 ans     | 12,2   |

| Hommes | Classe d’âge | Femmes |
| ------ | ------------ | ------ |
| 1      | 90 ou +      | 2,3    |
| 10,1   | 75-89 ans    | 12,6   |
| 19,7   | 60-74 ans    | 21     |
| 20     | 45-59 ans    | 19,9   |
| 17,3   | 30-44 ans    | 16,7   |
| 15,4   | 15-29 ans    | 13,2   |
| 16,4   | 0-14 ans     | 14,3   |

### Manifestations culturelles
Hyères organise chaque année une dizaine d'évènements :
Le Festival international de mode et de photographie, le Hyères Jazz festival, le Festival de l'Anche, le Festival de la chanson française, les Journées européennes du patrimoine, qui chaque année, le troisième week-end de septembre, permettent au grand public d'avoir accès aux principaux monuments historiques souvent fermés pendant l'année, comme l'église anglicane, le site archéologique d'Olbia et les forts militaires des îles d'Or, avec des visites guidées.
L'observatoire astronomique du Pic des Fées qui met à la disposition du public les installations techniques d'observation du ciel, les Salins-d'Hyères (Ligue pour la protection des oiseaux) qui organisent des visites ornithologiques, les Rendez-vous aux jardins, qui chaque année, le premier week-end de juin, permettent d'avoir accès aux parcs publics ou privés participant à cette manifestation organisée par la direction régionale des Affaires culturelles.
De 1965 à 1983, la ville organisait aussi le Festival international du jeune cinéma qui, fondé par Maurice Périsset, était destiné à promouvoir des œuvres de nouveaux cinéastes (comme Philippe Garrel, Grand Prix en 1968) et dépourvu d'ambitions commerciales était animé par un esprit de découverte cinéphile d'avant-garde. Il fut pionnier dans ce domaine avec les festivals de Pesaro (Italie) et de Mannheim (Allemagne). Son but était de proposer des films en marge des grandes fêtes marchandes qu'étaient devenus les festivals de Cannes, Berlin ou Venise. Durant les années 1970, ce festival devint un lieu ou le cinéma expérimental pouvait espérer une reconnaissance internationale.

### Sports
Hyères possède deux équipements sportifs municipaux :
- le Vélodrome de Toulon Provence Méditerranée, un vélodrome de haute technicité construit en 1989 en partenariat avec la ville de Toulon. L'anneau de vitesse en bois homologué lui permet d'accueillir les championnats de France de cyclisme sur piste ;
- un hippodrome, dont la création est due à Ferdinand, comte de David Beauregard (d'abord au Plan du Pont puis aux Pesquiers en 1877), est classé en première catégorie. Il occupe le deuxième rang sur la Côte d’Azur après celui de Cagnes-sur-Mer.

Dans les années 1950, la ville accueillit annuellement l'organisation des 12 Heures de Hyères, épreuve internationale d'endurance automobile (1951 à 1955). Elle reçoit depuis 1988, à la plage de l'Almanarre, le grand prix de France de « funboard » (qui compte pour la coupe du monde) et elle est le centre permanent d'entraînement de l'équipe de France de planche à voile. Hyères est classée « station voile » en 1990.
Le Ventilo Show, manifestation regroupant le Windsurf et Kitesurf, réunit chaque année au mois d'octobre tous les passionnés, professionnels, amateurs et champions, sur la presqu’île de Giens.
De nombreuses compétition sont organisées sur le site de la plage de l'Almanarre. Notamment une étape du championnat de France de Kitefoil, et de Speedcrossing.
La ville accueille aussi depuis plus de 40 ans la Semaine Olympique Française de Voile. Elle concentre plus de 1 000 concurrents.
Enfin, Hyères possède divers clubs :
- basket : Hyères Toulon Var Basket, qui a évolué en Pro A jusqu'en 2017/2018. En raison d'une mauvaise gestion, ruiné, le club professionnel disparait à la fin de la saison (les droits sont cédés au Paris Basket Avenir). C'était l'unique club professionnel de la ville. L'association sportive continue d'exister ;
- handibasket : Hyères Handi Club, qui évolue au plus haut niveau du championnat de France (en Nationale 1/A). Le club a remporté le Championnat de France en 2002, 2003, 2006 et 2009, et a gagné la Coupe de France en 2002, 2004, 2005, 2008, 2013 et 2014 ;
- football : Hyères Football Club qui participe au niveau de la CFA ;
- natation : l'Aquatic Club Hyérois a été fondé en 1970. Le club est présidé depuis 2021 par Nicolas Rostoucher (nageur olympique à Sydney 2000, Athènes 2004 et Pékin 2008). Après le départ d'Annick de Susini de la direction technique en 2020 c'est Clément Becq qui reprend le poste en 2021. Depuis 2018 le club abrite un centre de performance de haut niveau (CAF-Hyères) labelisé par la FFN. L'Aquatic Club Hyérois cumule en 2023 : 21 titres de champions de France, 29 sélections en équipe de France et 1 sélection olympique en 2008 ;
- handball : l'Olympic Sport Hyères Handball évolue en Nationale 3 ;
- rugby à XV : le Rugby club Carqueiranne-Hyères.

#### Plaisance nautique
Le port de plaisance d'Hyères est l'un des plus actifs de la côte varoise grâce à des atouts majeurs : une grande baie de 27 000 ha fermée au sud et à l'est par les îles d'Or. Le port Saint-Pierre avec ses 17 ha de plan d'eau, se divise en quatre bassins et comporte 1 350 anneaux (et 120 supplémentaires pour le passage). Les aménagements à la disposition des plaisanciers comprennent notamment : eau douce, électricité, carburant, deux zones de carénage (grue et élévateur de 30 t), cuves de récupération des huiles et eaux grasses, liaison Wi-Fi.
Il existe six autres ports sur la côte continentale et trois sur les îles (Porquerolles, Port-Cros, Levant).

### Lieux de culte

#### Catholique

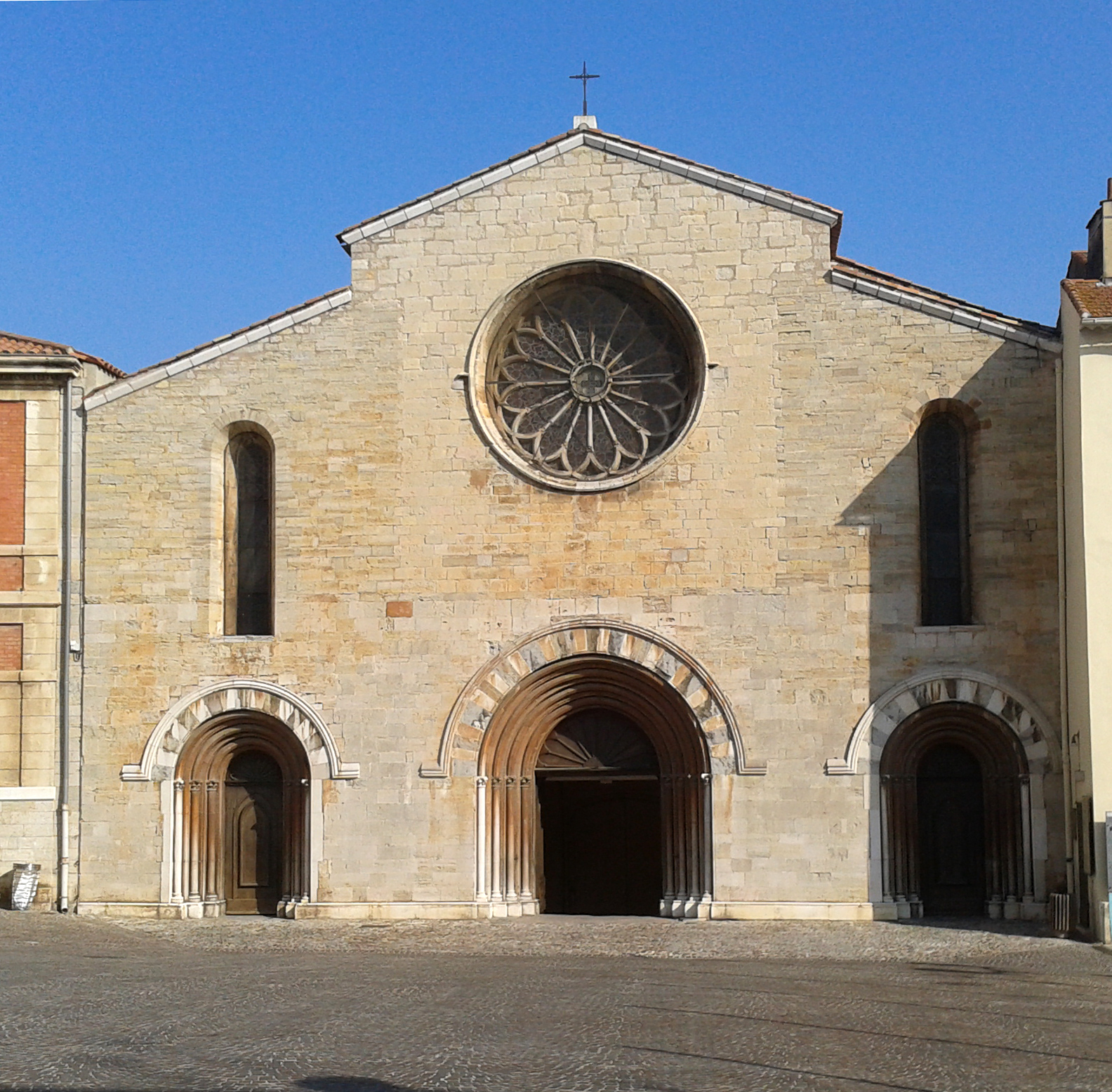
Façade de l'église Saint-Louis d'Hyères.

Hyères regroupe la paroisse catholique d'Hyères qui dépend du diocèse de Fréjus-Toulon et qui abrite plusieurs églises :
- La collégiale Saint-Paul qui possède une collection permanente d'ex-votos et une nef qui date du XIIe siècle. L'église a été en partie reconstruite au XVIe siècle dans un style gothique tardif.
- L’église Saint-Louis (XIIIe siècle), place de la République, est l'ancienne église du couvent des Cordeliers (franciscaine) qui possède trois nefs et trois absides. Les bâtiments qui ont disparu ont été remplacés par des habitations au début du XIXe siècle.
- L’église Sainte-Madeleine, rue Saint-Jacques dans le quartier de la gare.
- L’église Sainte-Douceline, allée des Oliviers dans le quartier du Pyanet.

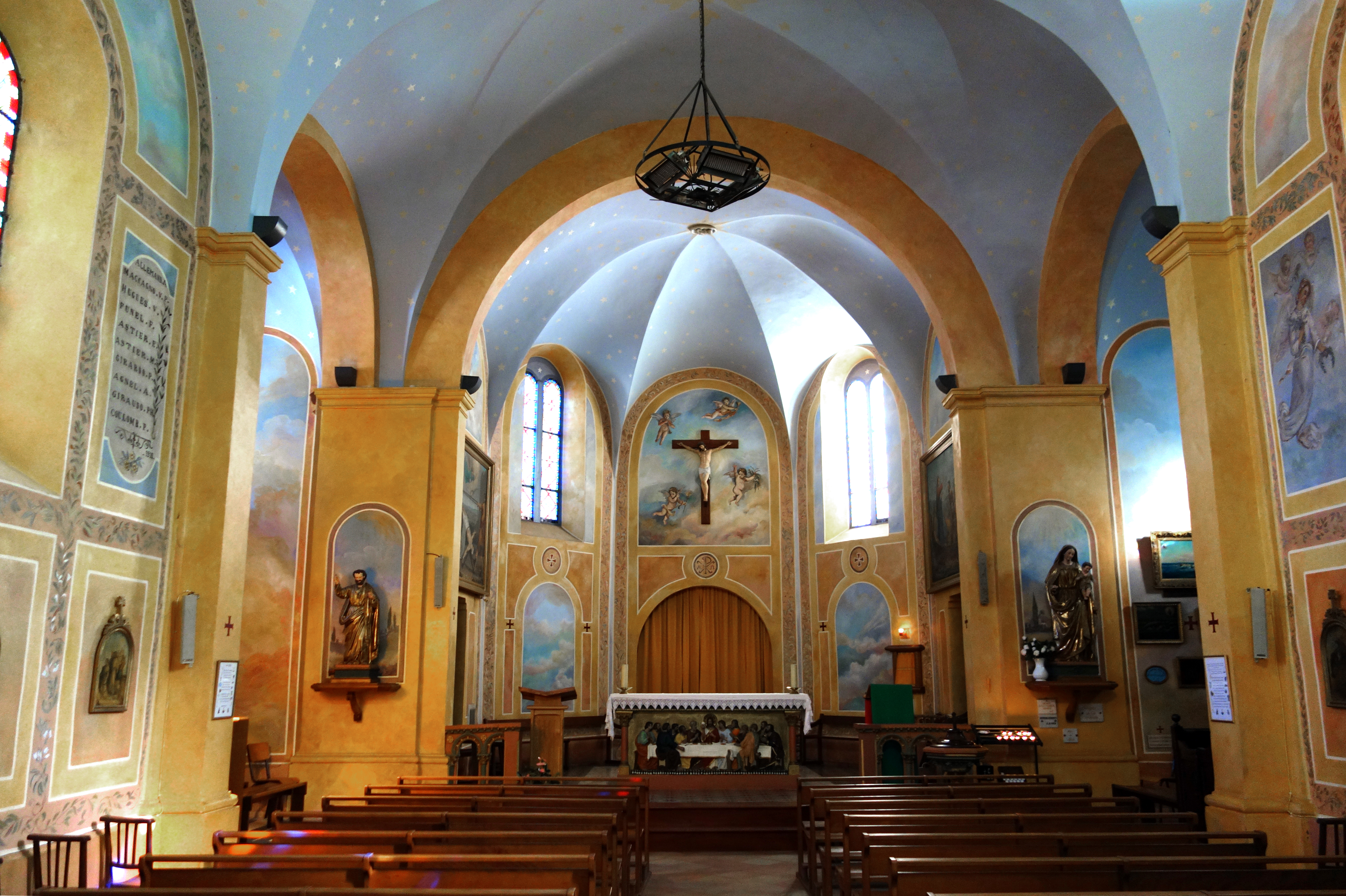
Intérieur de l'église Saint-Pierre de Giens.

- L’église Saint-Pierre, place Saint-Pierre de Giens.
- La chapelle du sanctuaire de Notre-Dame-de-Consolation, dans le quartier de Costebelle[122], consacrée en 1955.
- La chapelle Sainte-Thérèse-de-Lisieux, boulevard de la Marine près du port.
- La chapelle Saint-Isidore, route de Pierrefeu dans le quartier de la Sauvebonne[123].
- La chapelle Saint-Lambert, chemin des Borrels dans le quartier des Borrels.
- La chapelle Saint-Nicolas, rue Saint-Nicolas aux Salins d'Hyères.
- La chapelle Notre-Dame du Sacré-Cœur, aux Pesquiers de Giens.
- La chapelle médiévale du hameau de Sainte-Eulalie, chemin Sainte-Eulalie fut construite vers 1600 sur les ruines d'une ancienne voie romaine utilisée pour le transport du sel depuis les anciens salins. Son autel date de 1788. L'édifice est fermé au public.
- La chapelle Saint-Pierre-de-l'Almanarre possède des fragments de remparts, des statuettes romanes primitives soutenant les arcs de l'abside, un chevet plat et des meurtrières. Sépulture mérovingienne, elle bénéficie d'une inscription au titre des monuments historiques depuis 1926. Cette chapelle restaurée est fermée au public.
- L’église Saint-Tropez, sur l'île de Port-Cros.
- L'église Sainte-Anne sur l'île de Porquerolles.
- La chapelle du Christ-Roi sur l'île du Levant.
- La chapelle du collège-lycée Cours Maintenon, boulevard Pasteur.
- La chapelle de l'institut Pomponiana, chemin de Pomponiana.
- La chapelle de l'hôpital René-Sabran, boulevard Edouard-Herriot de Giens.
- La chapelle Sainte-Marie-des-Anges, rue Victor-Hugo (maison de repos).
- La chapelle du centre de gérontologie, boulevard Riondet.
- La chapelle Saint-Blaise dite aussi tour des Templiers, place Massillon (désaffectée, lieu d'exposition).
- La chapelle du Plantier de Costebelle, chemin la Vertaubanne est un édifice ogival datant de 1857. Paul Bourget y exposa longtemps une partie de sa collection de tableaux primitifs de l'école siennoise et notamment Le Retable de La Trinité de Bartolo di Fredi, visible au Musée des beaux-arts de Chambéry[124].

#### Anglican
- L'église anglicane, avenue Andrée de David Beauregard, aujourd'hui désaffectée, fut consacrée en 1884 par l'évêque aglican de Gibraltar et utilisée par la communauté anglicane jusqu'en 1950. Elle est rachetée par la municipalité dans la deuxième moitié du XXe siècle et elle est actuellement un lieu important de la vie culturelle hyèroise[125].
- L'église anglicane « All Saints Church », boulevard Félix Descroix, construite en 1897 à la place d'un temple de bois et de métal utilisé par la reine Victoria en 1892. Ce lieu de culte situé sur le plateau de Costebelle est désaffecté et ruiné. Il témoigne de la présence britannique dans la région au XIXe siècle[126]. L'édifice est fermé au public.

#### Protestant
- L'église protestante unie (ex-réformée), rue Léopold Jaubert, cette ancienne église écossaise, bâtiment remarquable de la ville, était depuis 1936 dévolue au culte protestant réformé.

#### Évangélique
- L'église évangélique pentecôtiste, rue Claude.
- L'église évangélique baptiste, route des Vieux Salins.

#### Orthodoxe
- Le monastère Sainte-Marie-du-Désert, à Porquerolles[127].

#### Islam
- La mosquée, boulevard Lazarine.
- La mosquée, rue Franklin.

#### Judaïsme
- La synagogue, chemin de la Ritorte.

#### Témoins de Jéhovah
- Salle du royaume, chemin du Moulin Premier.

## Économie

### Budget et fiscalité 2023
En 2023, le budget de la commune était constitué ainsi :
- total des produits de fonctionnement : 105 490 000 €, soit 1 900 € par habitant ;
- total des charges de fonctionnement : 93 864 000 €, soit 1 690 € par habitant ;
- total des ressources d'investissement : 43 073 000 € (43 934 675,37 €2024), soit 776 € par habitant ;
- total des emplois d'investissement : 27 014 000 €, soit 486 € par habitant ;
- endettement : 9 936 000 €, soit 179 € par habitant.

Avec les taux de fiscalité suivants :
- taxe d'habitation : 17,47 % ;
- taxe foncière sur les propriétés bâties : 37,25 % ;
- taxe foncière sur les propriétés non bâties : 76,88 % ;
- taxe additionnelle à la taxe foncière sur les propriétés non bâties : 0,00 % ;
- cotisation foncière des entreprises : 0,00 %.

Chiffres clés Revenus et pauvreté des ménages en 2018 : Médiane en 2018 du revenu disponible, par unité de consommation : 21 370 €.

### Entreprises et commerces
La ville d'Hyères est une antenne de la Chambre de commerce et d'industrie du Var qui gère le port de Giens Porquerolles. Elle compte 1 500 commerces et services. C'est la première commune agricole de France (en nombre d'exploitants et en valeur ajoutée), générant 4 000 emplois sur son territoire. Ses pépinières, parmi les plus importantes du pays, font d'Hyères le premier exportateur européen de palmiers.

### Marché de la fleur
La commune est considérée comme le plus important centre horticole du Sud-Est, depuis les années 1980. Avec son grand marché aux fleurs de la « SICA », situé à l'ouest de la ville, des centaines de producteurs et acheteurs se regroupent sur ce marché. Ce marché représente 70 % de la production nationale de la fleur coupée.
Les exploitants, pour la plupart équipés de serres, cultivent une riche diversité de fleurs coupées comme des roses, iris, œillets, Strélizias, glaïeuls, gerberas, anémones, chrysanthèmes, tulipes et arums. La production est vendue dans toute l'Europe.
Le Var représente 50 % de la production régionale et plus de 25 % de la production nationale.
Des recherches sur la multiplication végétale in vitro, sur l'énergie solaire dans les serres, sur la génétique végétale, sont menées pour développer les différentes espèces.

### Viticulture
La commune appartient à l'une des cinq grandes zones naturelles des Côtes-de-provence, c'est-à-dire la bordure maritime cristalline des Maures. Cette zone s'étend de Saint-Tropez à Hyères où les sols viticoles de ce secteur proviennent de l'altération de roches appartenant au massif des Maures. Les vignobles à proximité de la mer occupent les versants côtiers, replats et hautes terrasses des Maures.
Les vins d'Hyères bénéficient soit du label Maures (IGP), soit de l'appellation d'origine contrôlée (AOC) des Côtes de provence créée en 1977. Mais le terroir de l'appellation Côtes de provence est d'une géologie complexe. La mosaïque de terroirs viticoles implique donc plusieurs types de Côtes de provence. Le vignoble d'Hyères est classé dans l'un des trois terroirs existants, celui de La Londe qui couvre une superficie totale de 1 800 ha. Ce terroir est reconnu officiellement depuis 2008.
Sur ces vignes cultivées en terrasses ou restanques, les vins rosés représentent en moyenne 75 % de la production, 20 % pour le rouge et 5 % pour le blanc. Les cépages, issus de cinsault, grenache, cabernet, sauvignon, tibouren, syrah donnent une saveur et une diversité aromatique unique à ce vin de Provence. La commune compte seize exploitations viticoles dont huit sont installées dans la vallée des Borrels. Chaque année de nombreux domaines sont récompensés au concours général agricole de Paris. Par ailleurs, deux exploitations de la commune ont obtenu le titre de « Cru Classé » sur les dix-huit détentrices de cette distinction pour l'ensemble de l'appellation « Côtes de provence ». Cette filière viti-vinicole gagne en notoriété chaque année avec une croissance notable de ses exportations vers l'Europe mais aussi vers les États-Unis, le Japon et l'Australie. En plus du vin AOC Côtes de provence, la commune d'Hyères a l'autorisation de produire les IGP : Var, Maures et Méditerranée.

## Culture locale et patrimoine

### Patrimoine environnemental

#### Plantes remarquables
Les quatre oliviers millénaires de Saint-Eulalie ont été plantés, selon leurs traditions, formant un carré de 20 coudées de chaque côté, comme le saint des saints, et orientés vers l'orient. Leur protection est assurée par la famille David-Beauregard, l'association du Rameau d'Argent et l'école d'agriculture.

#### Récompenses et distinctions environnementales
Hyères est récompensée par le label « Ville fleurie » : 4 fleurs, médaille d'or pour l'année 2003 du concours européen des villes fleuries, et reste 4 fleurs depuis.
En 2019, la ville obtient le label « Territoire engagé pour la nature 2019-2021 », avec deux libellules dans le cadre du concours Capitale française de la biodiversité organisé par l’Agence française pour la biodiversité,.

### Lieux et monuments

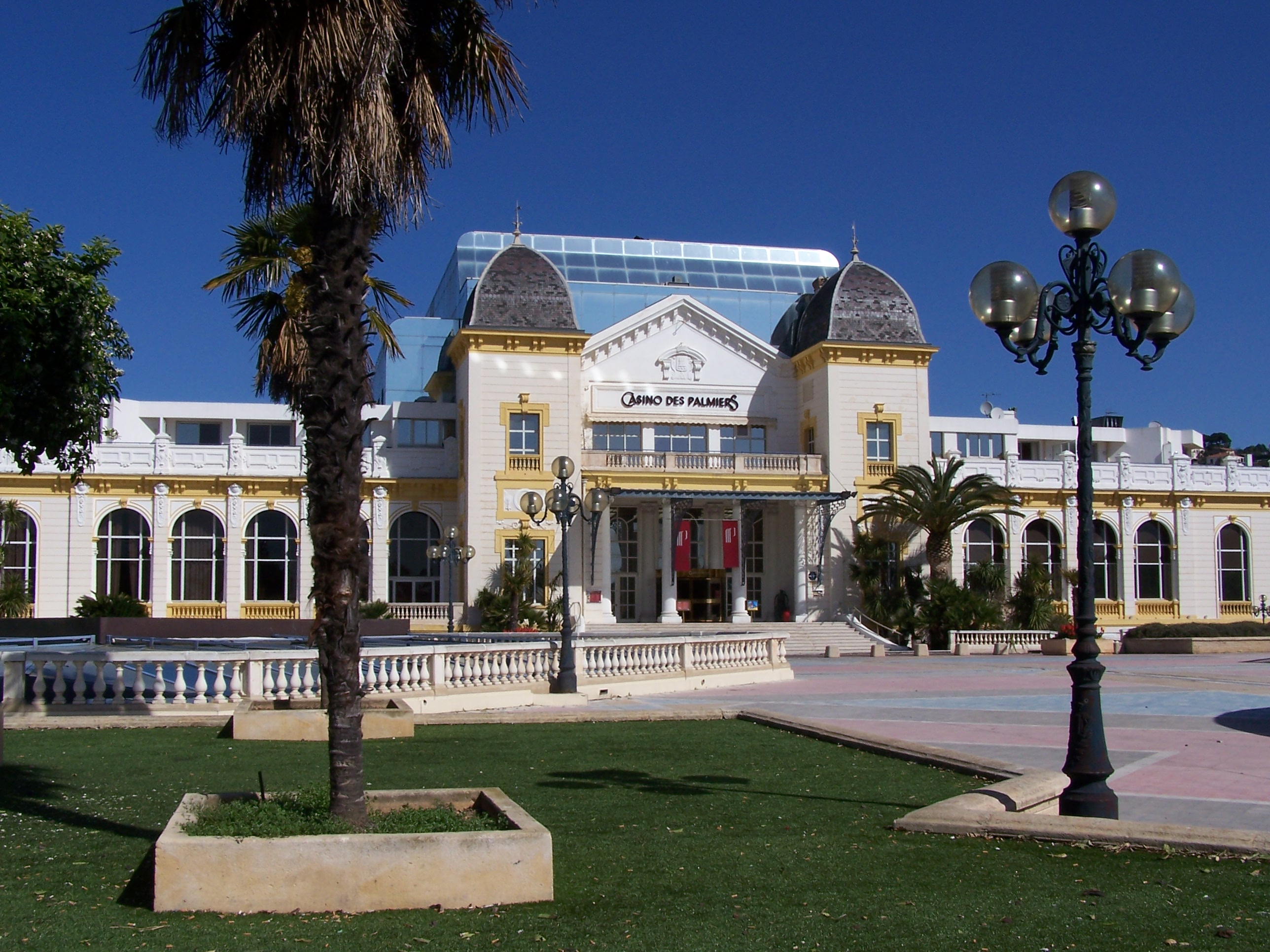
Le casino.

Hyères est classée Ville d'art et d'histoire.

#### Les monuments historiques classés ou inscrits

##### Villa Noailles
La villa est construite en 1923 par l'architecte Robert Mallet-Stevens, sur une commande de Charles de Noailles et de Marie-Laure de Noailles, propriétaire jusqu'en 1973, date de sa vente à la municipalité.

##### Chapelle Saint-Blaise, dite tour des Templiers

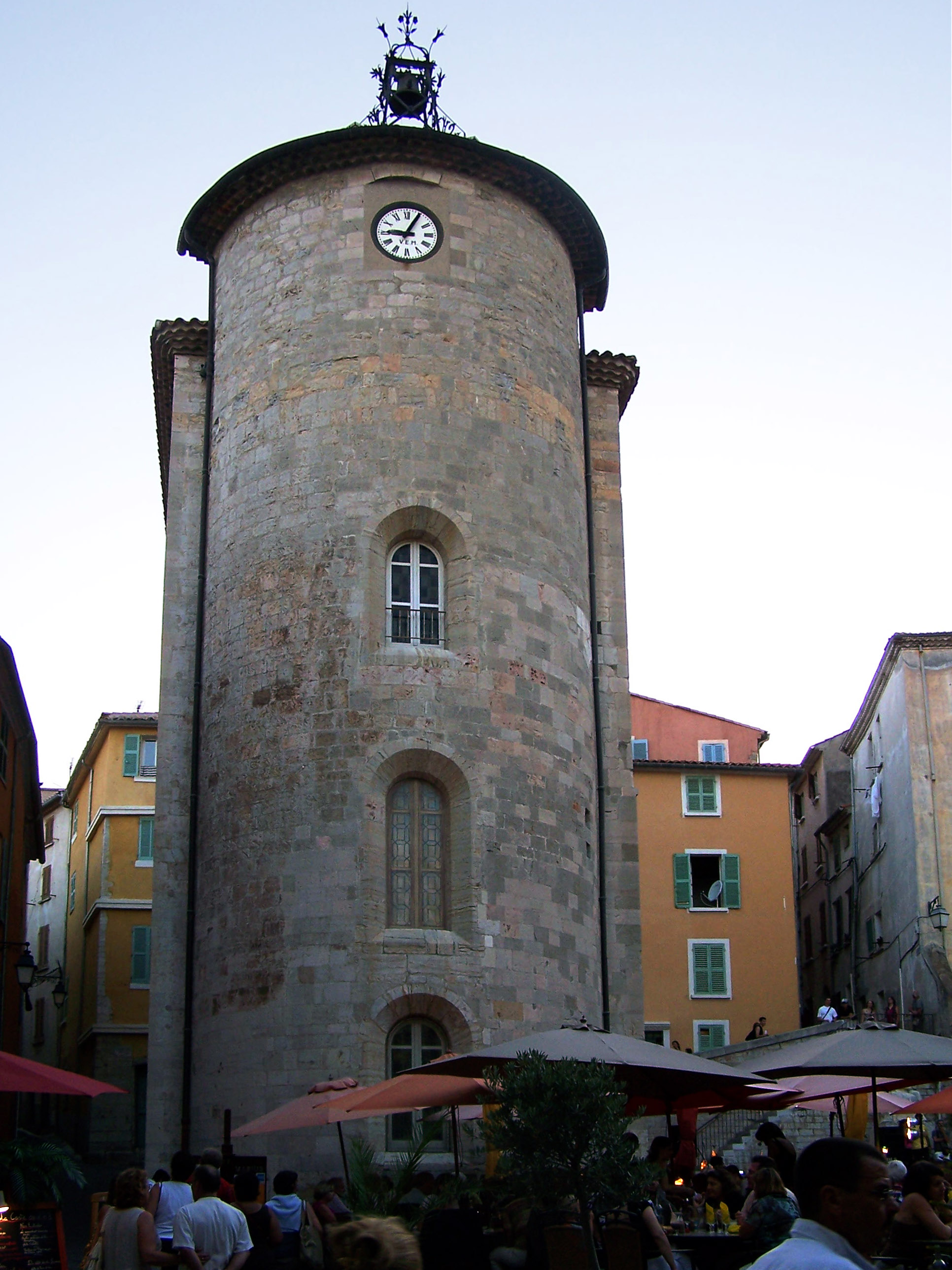
Tour des Templiers.

Commanderie construite par l'ordre du Temple au XIIe siècle. Elle est classée monument historique depuis le 30 mars 1987.

##### Collégiale Saint-Paul

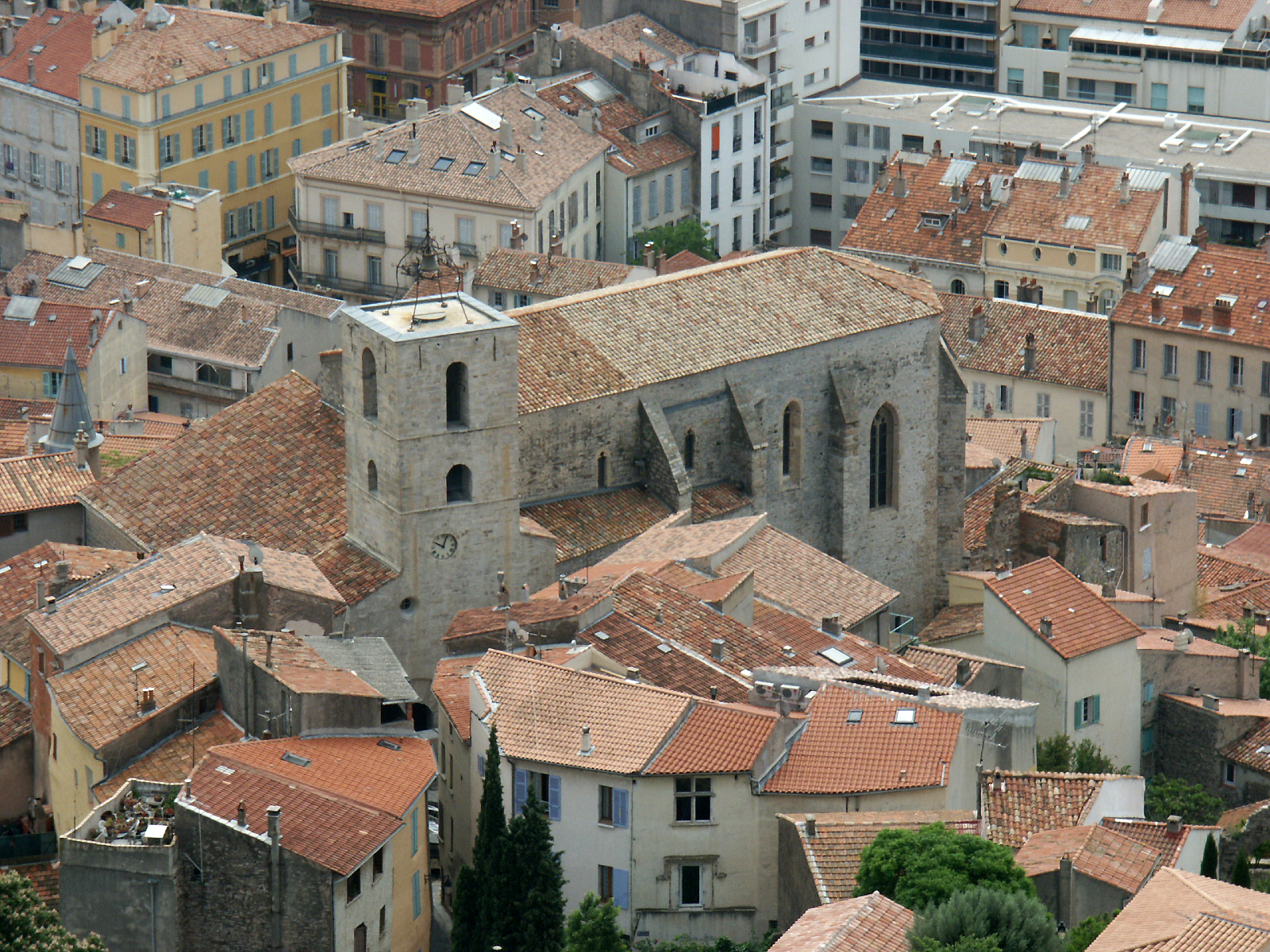
Collégiale Saint-Paul.

Monument historique classé en 1992. Exposition permanente d'ex-voto qui racontent des événements qui se sont déroulés pendant les guerres de religion. La légende veut que le trésor des Templiers y soit caché,.

##### Église Saint-Louis
Monument historique classé en 1840. Elle est le seul vestige du couvent des Frères mineurs.

##### Site archéologique d'Olbia
Rouvert au public en 1999, le site archéologique d’Olbia, ancien comptoir de la cité de Marseille, juxtapose des éléments préhistoriques, grecs, romains et médiévaux. Située au bord du golf de Giens, à Hyères, sur la route des comptoirs entre Nice et Marseille, Olbia (« la Bienheureuse » en grec) est évoquée par Strabon (Ier siècle av. J.-C.) dans sa Géographie. Le site a été fouillé dès le XIXe siècle par divers archéologues, dont le prince Frédéric, futur roi du Danemark, Alphonse Denis, maire d'Hyères, le lieutenant-colonel Poitevin de Maureillan ou Jacques Coupry. La cité gréco-romaine d'Olbia-Pomponiana a été classée monument historique en 1947.
A quelques kilomètres du site, sur la presqu'îles de Giens, après le village de La Capte, se trouve le sanctuaire d'Aristée. Ce sanctuaire constitué d'un simple gros roché fût un endroit de dévotion au culte du dieux pastoral mineure grec Aristée. Des fouilles ont permis d'y répertorier 40 000 fragments de poterie.

##### Abbaye Saint-Pierre de l'Almanarre
Située sur le site d'Olbia, cette ancienne abbaye bénédictine est fondée en 989 puis devient une abbaye cistercienne en 1220.

##### L'oppidum de Costebelle
Monument historique classé en 1958. Le cimetière du IVe siècle apr. J.-C. a livré, lors de fouilles, un fœtus antique, connu sous le nom de fœtus de Costebelle et qui constitue un cas exceptionnel de paléopathologie fœtale.

##### Château Saint-Bernard
Le château et les fragments de la première enceinte urbaine dominent le site dont l'escarpement fut retenu pour ses possibilités de défense. Au sommet, le château ne conserve que les vestiges du XIIIe au XVe siècle qui ont échappé à son démantèlement en 1620. L'enceinte de la partie la plus ancienne de la ville encadre le château et délimite une zone déjà largement abandonnée par la population au XIVe siècle au profit de la ville basse. C'est de cette époque que date la reconstruction générale de l'ouvrage dont les fragments sont encore visibles, tant pour la ville haute que pour la ville basse.

##### Le Plantier de Costebelle

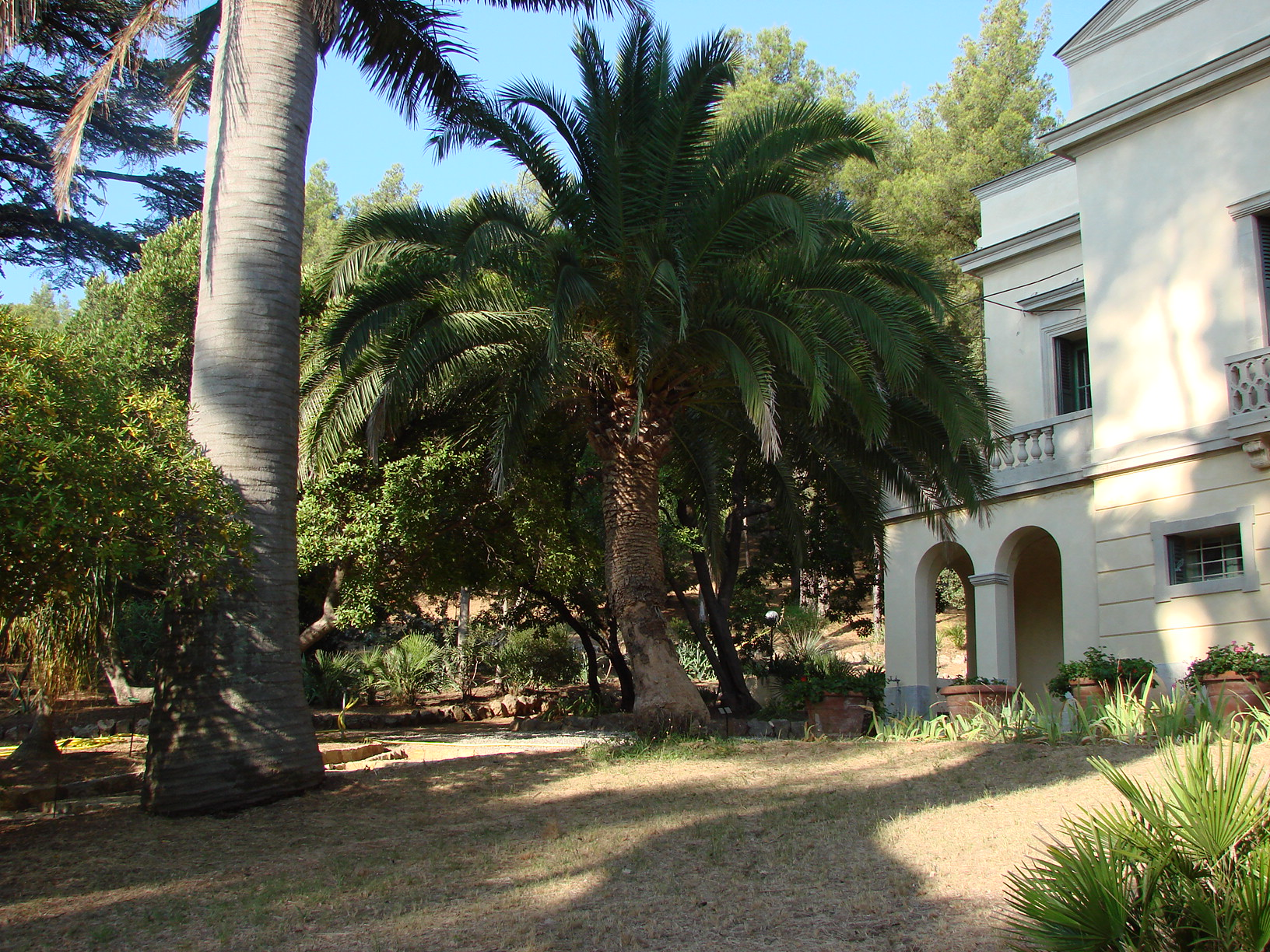
Le parc du Plantier.

Située 714, avenue de la Font-des-Horts, cette villa d'inspiration palladienne (tour, citerne centrale, fronton) fut construite par l'architecte Victor Trotobas (1807-1884) en 1857 pour la baronne de Prailly qui y reçut le père Henri Lacordaire et Félix Dupanloup, évêque d'Orléans. Elle est agrémentée d'un arboretum exotique, d'une chapelle qui date de la même époque. Elle fut la propriété de l'écrivain Paul Bourget qui y reçut de nombreuses personnalités entre 1896 et 1935, puis de Marius Daille. Elle est inscrite à l'Inventaire Supplémentaire des Monuments Historiques depuis 1976.

##### Batterie du Pradeau, dite «Tour Fondue»
La Tour Fondue, propriété du parc national de Port-Cros qui la restaura en 1991, a été inscrite sur l'inventaire supplémentaire des monuments historiques en 1989. Il s'agit de vestiges d'une ancienne tour défensive du XVIIe siècle, vraisemblablement construite vers 1634 sous Richelieu.

##### Domaine de San Salvadour
Monument historique inscrit en 1987. Construit par Ernest Paugoy (1845-1906). Ancienne propriété du maire d'Hyères Edmond Magnier (1841-1906) puis de religieuses (Sœur Candide), le domaine appartient aujourd'hui à l'Assistance Publique de la Ville de Paris. La façade est un parangon de l'éclectisme : y cohabitent plusieurs styles, gothique, Tudor anglais, Renaissance française, baroque. Plafonds de Delfosse et Defais (1882), décorateurs parisiens.

##### Villa Tunisienne
Villa construite en 1884 par l'architecte Pierre Chapoulard (1849-1904) pour lui-même et inscrite aux Monuments historiques.

##### Villa Tholozan ou Alberti
Villa construite en 1858 pour le duc de Luynes (1802-1867). Elle se transmet ensuite par héritage à la marquise de Tholozan qui lui laisse son nom. L'architecte en est Frédéric Debacq (1800-1892). Elle est inscrite aux Monuments historiques en 1975. 
Avec la Villa Léautard et Le Plantier de Costebelle, elle représente la villégiature aristocratique du XIXe siècle à Hyères. Ces trois propriétés sont les seuls témoins, encore en mains privées à ce jour[Quand ?], à avoir pu conserver, intacts, les vastes parcs botaniques les entourant ainsi que leur architecture d'origine.

##### Castel Sainte-Claire
Le castel Sainte-Claire est le premier des édifices qui, à partir du milieu du XIXe siècle, ont réinvesti les espaces vacants de la vieille ville. C'est une villa bâtie dans un style roman de fantaisie par Olivier Voutier, le découvreur de la Vénus de Milo. Par la suite, Edith Wharton, romancière américaine, y résida de 1927 à 1937 alors que Robert Mallet-Stevens et de nombreux autres artistes œuvraient, au clos Saint-Bernard, pour Charles de Noailles et son épouse, née Marie-Laure Bischoffsheim. Ce monument abrite aussi un jardin.

##### Villa Mauresque
Située 2, avenue Jean-Natte, cette villa fut construite en 1881 par l'architecte Pierre Chapoulart pour l’industriel Alexis Godillot (1816-1893). Elle était destinée à la fois aux réceptions données par l’industriel mais aussi à la location aux hivernants.

##### Villa Léautaud
La villa est achetée en 1873 par le comte de Léautaud Donine et remaniée par l'architecte Louis Peyron en 1877. Il y ajoute trois tours pour l'anoblir. Sur la coupole de la tour principale, une fleur de lys rappelle la parenté des propriétaires avec la famille d'Orléans. Elle s'appelait alors « Villa Costebelle ». Elle est entourée d'un vaste parc complanté d'essences exotiques (palmiers, cactées). Elle est mitoyenne du Plantier de Costebelle avec qui elle formait originellement une seule entité foncière.
En 1880, le comte perça la terrasse de la villa pour laisser passer la tête d'un palmier qu'on dit avoir été planté par Lamartine.

##### Autres constructions remarquables

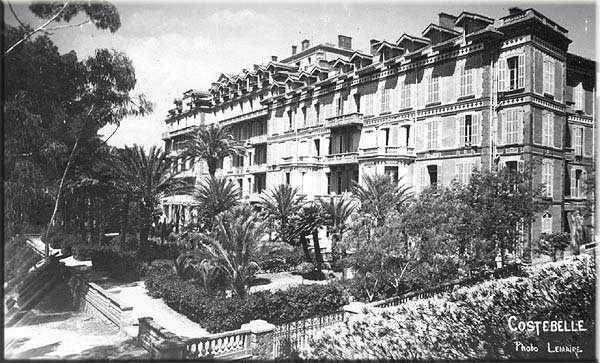
Grand hôtel d'Albion, Costebelle.

- La Villa Henri-Joseph, construite en 1870 dans le quartier Chateaubriand[N 26],
- la Villa Sylvabelle construite pour le duc Decazes en 1892 par Pierre Chapoulard (golfe de l'Almanarre)[157],
- l'hôtel Chateaubriand dans le quartier homonyme,
- la maison Saint-Hubert d'Alexis Godillot (avenue des Iles-d'Or)[158],
- la villa Beauregard dans le quartier Godillot,
- les villas Ker-André et La Favorite dans le quartier Chateaubriand,
- Le domaine de Sainte-Eulalie, sa chapelle du XVIIe siècle et ses quatre oliviers millénaires témoignent du passé agricole médiéval de la commune d'Hyères,
- le château de la Font des Horts ou « Rescence Arène », rappelle grâce à son moulin et à sa résurgence, le passé oléicole du domaine de Louis Arène (1818)[N 27], alors que le château de Mauvanne annonce une architecture novatrice[159]. La villa Marguerite, propriété du directeur du parc lyonnais de la Tête d'Or, Gustave Bonnet, abrite au XIXe siècle les plus beaux Jubaea chilensis de la commune, dans le quartier de Costebelle[160].

#### Canal ou «béal» Jean-Natte

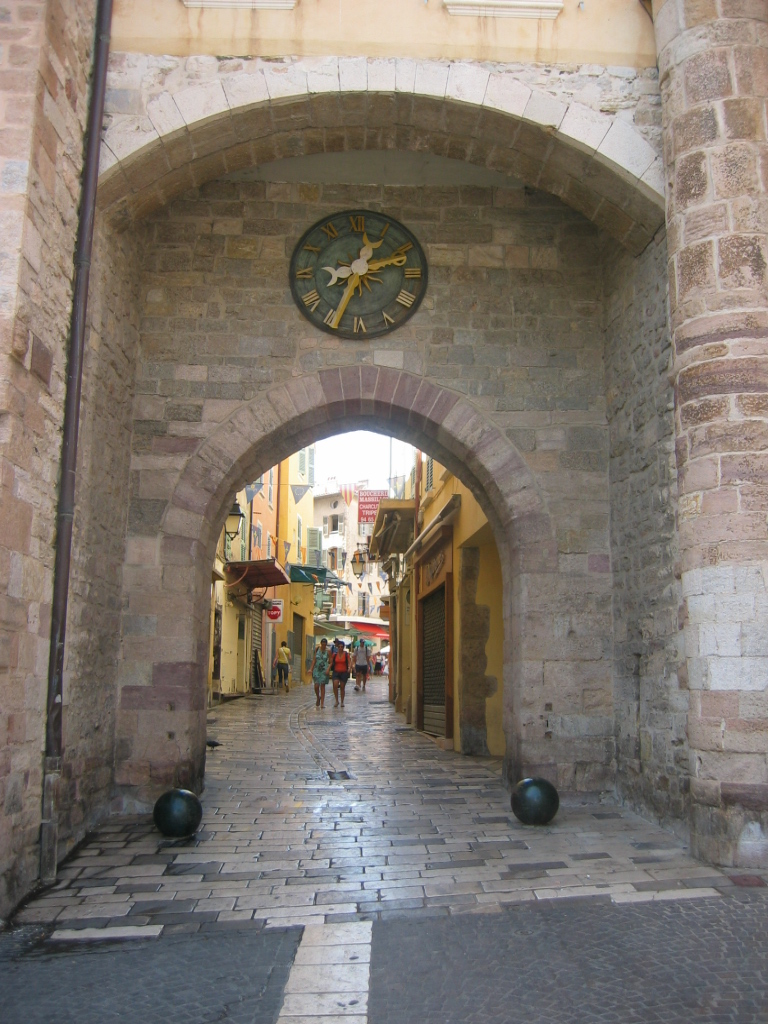
La porte de la Rade, située dans la vieille ville.

Construction historique, sociale et économique toujours en fonction. Édifié vers 1450, il est à l'origine du formidable essor qu'a connu la ville depuis. En Provence on dit « l'aigo es d'or » (l'eau est Or). On mesure par cette expression l'importance apportée à cet édifice au fil des siècles. Le béal a géographiquement marqué la ville, façonnant au gré de son parcours, rues et carrefours. Ainsi, on peut mentionner le partage des eaux du canal de fuite du dernier moulin (rue Brest) : en créant une diffusion de l'eau en « patte d'oie », il a engendré la place Lefebvre. L'association des arrosants du canal Jean-Natte gère avec la mairie, son fonctionnement.

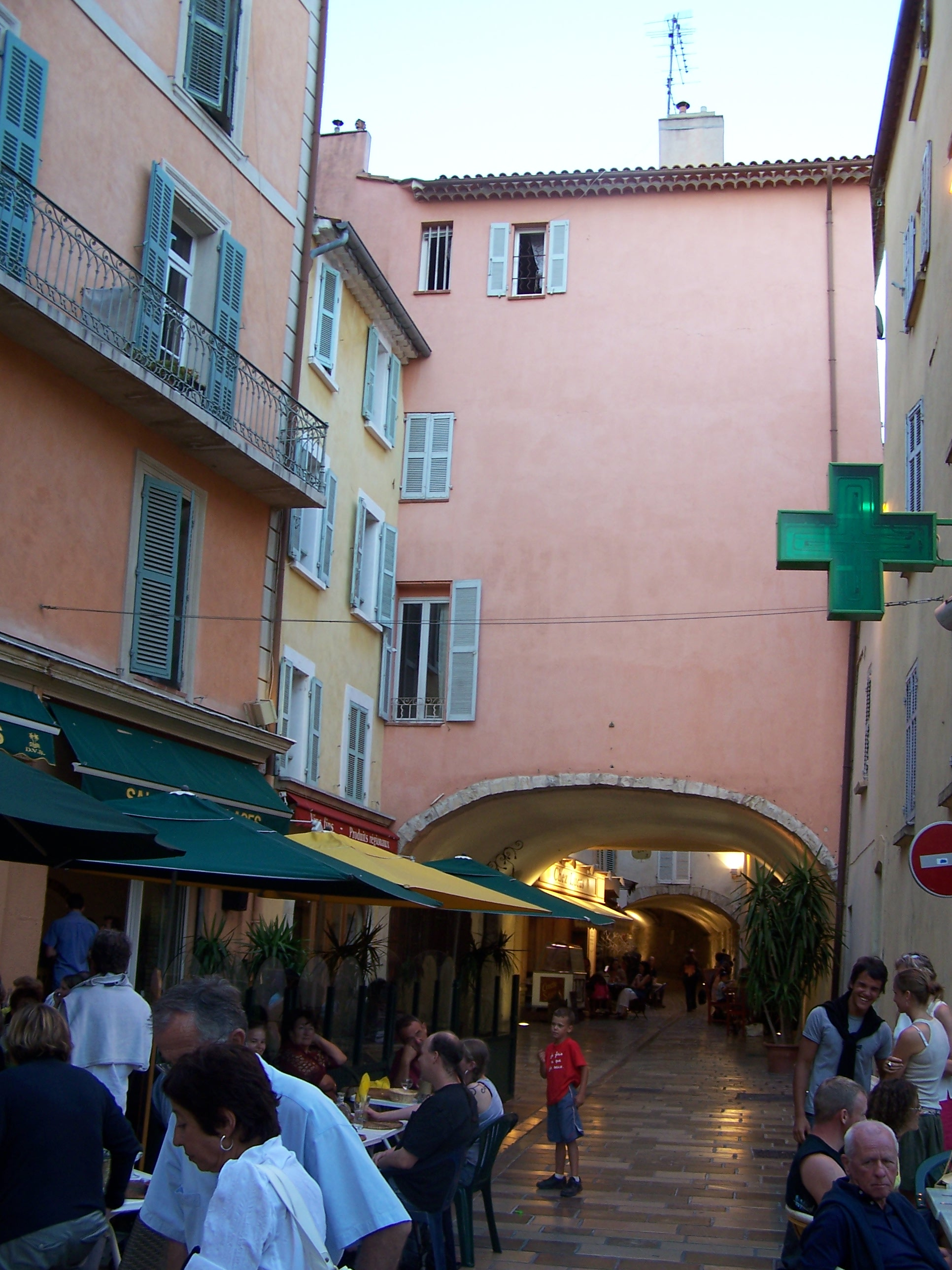
Rue des Porches.

##### Monuments labellisés «Patrimoine duXXesiècle»
La commune d'Hyères possède trois ensembles immobiliers bénéficiant du Label « Patrimoine du XXe siècle », octroyé par le ministère de la Culture et qui a pour but de faire connaître les productions remarquables de ce siècle en matière d'architecture et d'urbanisme.
Il s'agit de la villa Noailles, du domaine de San Salvadour (pour ses constructions datant du XXe siècle seulement) et de la Résidence Simone Berriau Plage conçue par l'architecte Pierre Pascalet et qui est une référence assumée au mouvement architectural moderne.

##### Monuments disparus

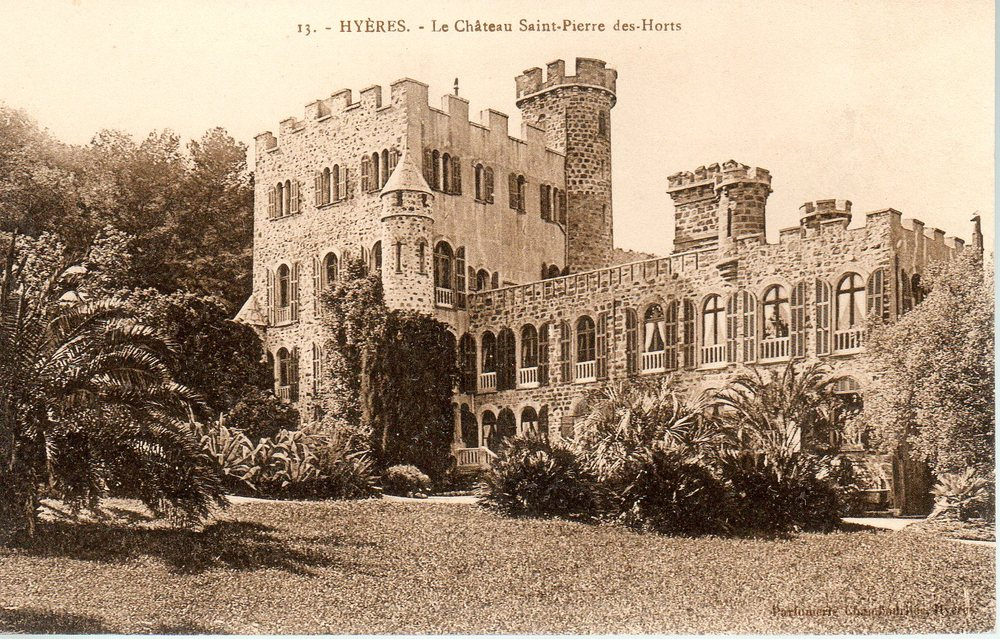
Saint-Pierre des Horts en 1924.

Certains monuments méritent d'être mentionnés même s'ils n'occupent plus aujourd'hui le paysage hyérois. Saint-Pierre des Horts, le château moyenâgeux du docteur Germain de Saint Pierre (emplacement de la caisse de prévoyance des ouvriers du bâtiment), la chapelle de l'Ermitage détruite par les bombardements en 1944 (emplacement de Notre-Dame-de-Consolation), le château Denis et sa palmeraie (créée en 1832 par Alphonse Denis), les grands hôtels (le Grand hôtel d'Albion à Costebelle, l'hôtel de l'Ermitage et le Golf hôtel entre autres).

##### Monuments commémoratifs
- Monument aux morts de la guerre de 1914-1918, à Giens[168].
- Monument aux morts de la guerre de 1914-1918, place Raymonenq en centre-ville, inauguré le 3 juin 1926[169].
- Monument commémoratif de la libération de la ville d'Hyères[170].

Tombeaux et chapelles funéraires classées au cimetière de la Ritorte
- Chapelles funéraires des familles Meissonnier[172] et Pechiney[173].
- Tombeaux des familles Bernard Dor[174], baron de Pritzbuer[175], Maurel et Aiguier[176], Pierrehugues[177], Giraudon[178], Burlat[179].

### Hyères dans les arts et la culture

#### Films tournés à Hyères
- 1929 : Les Mystères du château de Dés, de Man Ray
- 1930 : L'Âge d'or, de Luis Buñuel
- 1962 : Le Cave se rebiffe, de Gilles Grangier
- 1965 : Pierrot le fou, de Jean-Luc Godard
- 1970 : Le Gendarme en balade, de Jean Girault
- 1970 : Le Passager de la pluie, de René Clément
- 1982 : Le Gendarme et les Gendarmettes, de Jean Girault
- 1983 : Vivement dimanche!, de François Truffaut
- 1995 : Surviving Picasso, de James Ivory
- 2003 : La Beuze, de François Desagnat et Thomas Sorriaux
- 2005 : Le Parfum de la dame en noir de Bruno Podalydès
- 2012 : Les Vacances de Ducobu, de Philippe de Chauveron[180]
- 2013 : Une autre vie, d'Emmanuel Mouret[180]
- 2016 : Parenthèse, de Bernard Tanguy[180]
- 2017 : C'est beau la vie quand on y pense, de Gérard Jugnot[181]
- 2018 : Les Estivants, de Valeria Bruni Tedeschi
- 2021 : Les Intranquilles, de Joachim Lafosse
- 2022 : L'Origine du mal, de Sébastien Marnier
- 2022 : La chambre des merveilles, de Lisa Azuelos
- 2022 : Le Médium, de Manu Laskar[182]
- 2022 : Ici le mistral souffle fort[183], de Sabine Jean[184]
- 2024 : Le Comte de Monte Cristo de Matthieu Delaporte et Alexandre de La Patellière, dont une scène est tournée au niveau de la batterie de la pointe des Salis (presqu’île de Giens)[185].

#### Séries et téléfilms
- 1973 : Les Enquêtes du Commissaire Maigret[186]
- 1992 : Les Cœurs brûlés, de Jean Sagols
- 1994 : L'Instit (série télévisée)
- 2002 : Un gars une fille
- 2011 : Yann Piat, chronique d'un assassinat
- 2017 : Le Sang des Îles d'Or, de Claude-Michel Rome
- 2020 : Apprendre à t’aimer, de Stéphanie Pillonca
- 2021 : Ils étaient dix (mini-série), de Pascal Laugier
- 2021 : Meurtres à Porquerolles, de Delphine Lemoine
- 2022 : Sous emprise, de David M. Rosenthal
- 2022 : Léo Matteï, Brigade des mineurs
- 2022 : L'Homme de nos vies, de Frédéric Berthe
- 2022 : J'irai au bout de mes rêves (ou Invulnérables), téléfilm de Stéphanie Pillonca
- 2024 : Tom et Lola (série télévisée)

#### Livres dont l'action se passe à Hyères
On trouve divers livres dont l'action se passe à Hyères :
Celestina par Charlotte Turner Smith en 1791, Le frère de la côte par Joseph Conrad en 1923, Lazarine, en 1917, Laurence Albani, en 1919, Le Danseur Mondain, en 1926, Le Fantôme, en 1901, Le Roman des quatre, en 1923, Secrets de Femmes sous les Palmiers d'Hyères, en 1933, Voyageuses, en 1897, L'Eau Profonde, Le Justicier, en 1919 et Les Pas dans les pas, par Paul Bourget,,
La fée de Port-Cros, par Henry Bordeaux, en 1923,
Jean d'Agrève, par Eugène-Melchior de Vogüé, en 1897, au Plantier de Costebelle.
Contes du pays hyérois, par Gustave Roux, en 1997, Les Chemins Parcourus, par Edith Wharton, 1934.

#### Bandes dessinées dont l’action se passe à Hyères
- Frenchy et Fanny, tome 1, Mystères à Hyères !, par Jean-Frédéric Minéry, 2006, éditions ANGE,  (ISBN 978-2-9526903-0-0)
- Gaspard de Besse, tome 7, L'île au spectre, par Behem, en 2007, dont l'action se passe principalement à Porquerolles et à Giens
- Mystère à Porquerolles, Ric Hochet, de André-Paul Duchâteau, 1962

#### Peintures représentant Hyères
- Raphaël Ponson, Bord de côte à Hyères, La calanque de l'Oustau de Diou de Porquerolles, vue prise à Porquerolles, sous le fort Sainte Agathe à Porquerolles
- Ambroise Louis Garneray, Vue des îles d'Hyères prise des hauteurs de la ville, aquatinte, planche 52 de l'ouvrage "Vues des Côtes de France dans l'Océan et la Méditerranée", vers 1830  [189]
- Stany Sassy (XIXe siècle), San Salvadour (hst, hôtel Chateaubriand, salle à manger)
- Vincent Courdouan, Le combat du Romulus (hst, 1848, musée de Toulon)[N 31]
- François Nardi (1861-1936), La ville d'Hyères vue du Ceinturon (hst)[190]
- Vincent Courdouan, La Maison des David Beauregard (hst, 1832, Bibliothèque municipale d'Hyères)[191]
- Henri-Edmond Cross, Les Iles d'Hyères (hst, 1891-1892, musée d'Orsay)
- Raoul Dufy, L'Obélisque à Hyères et le kiosque à musique (hst, 1927, musée des beaux-arts du Havre), Jardin public à Hyères (1952, musée des beaux-arts de Nice)[192]
- Federico Beltrán Masses, Madame Daille[N 32] au Plantier de Paul Bourget (musée savoisien de Chambéry)[193]
- Alfred Koechlin-Schwartz, Vue prise d'Hyères (XIXe siècle, Lille, Palais des beaux-arts)
- Auguste Allongé, Vues d'Hyères, par Allongé et Charles-Jean Mercier, Paris Imp.lith. Bry, vers 1848, 8 vues
- Henri Rivière (artiste) : nombreux dessins sur le site de Gallica [194]
- Isidore Laurent Deroy 5 vues extraites de la série la France en Miniature vers 1860.

#### Sociétés savantes et associations
Ces sociétés et associations existent à Hyères :
- la Société hyéroise d'histoire et d'archéologie, fondée en 1970, par 200 sociétaires (mise en valeur du patrimoine hyérois, fonds documentaire) ;
- Mémoire à lire, territoire à l'écoute, fondée en 1995 (mise en valeur du territoire urbain, paysager, environnemental et édition d'ouvrages) ;
- Fous de palmiers, fondée en 1988 par Alain Hervé (étude du palmier, voyages, périodique) ;
- les Amis du musée d'Hyères (conservation et promotion du musée municipal) ;
- l'Observatoire du Pic des fées (ancienne Société Astronomique Hyèroise d'Amateurs)[195].

### Personnalités liées à la commune

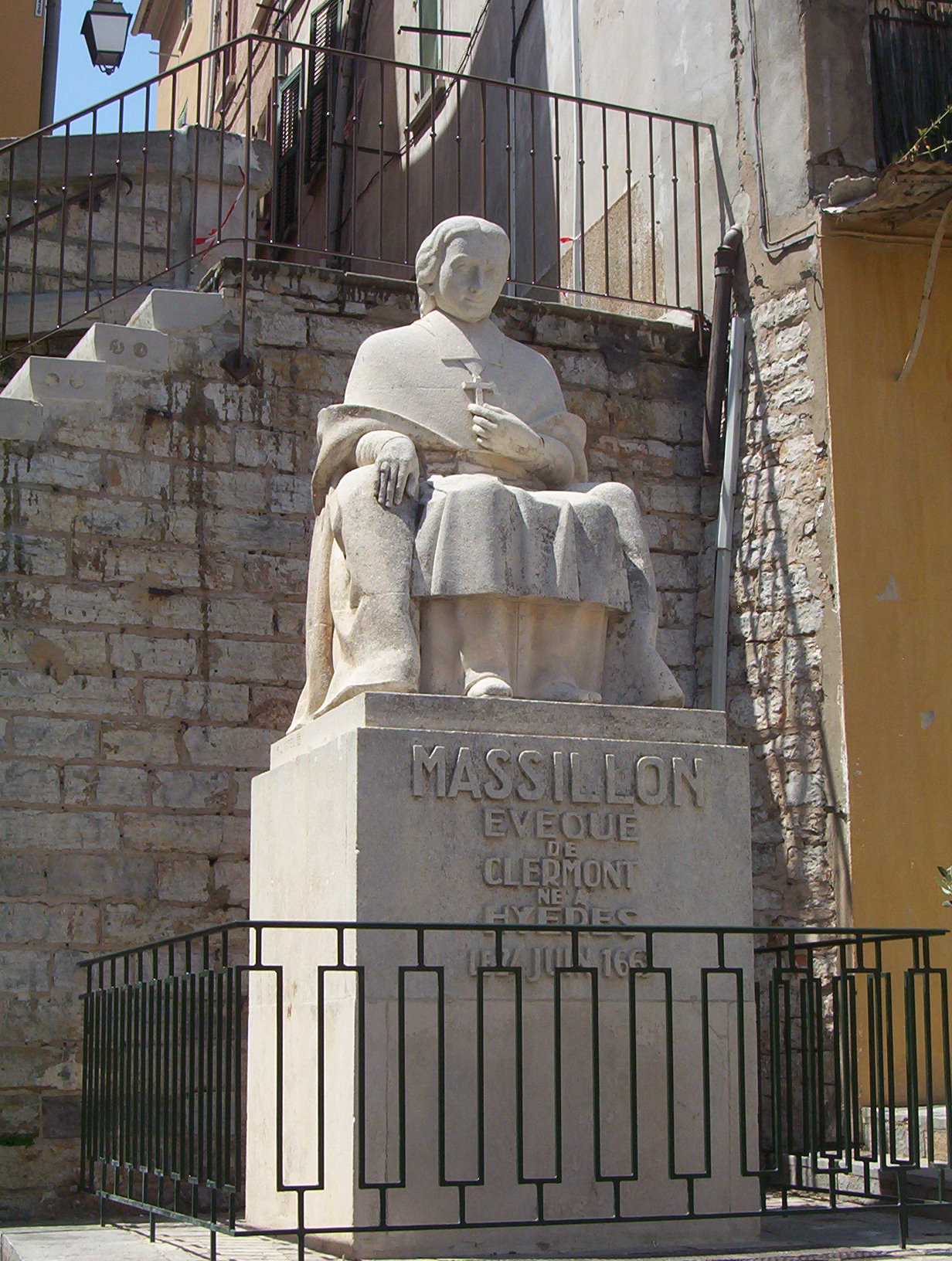
Statue de Jean-Baptiste Massillon, place Massillon.

Plusieurs personnages publics sont nés à Hyères dont le compositeur Alexandre de Villeneuve (1677-1756), mais le plus célèbre est certainement l'ecclésiastique Jean-Baptiste Massillon (1663-1742) qui fut évêque de Clermont, ville à laquelle il légua une importante bibliothèque.
Dès 1760, Hyères devient une station hivernale de renom auprès des Anglais avec en particulier les séjours du prince de Galles, le futur roi d'Angleterre Georges IV, en 1788 et 1789. De nombreuses autres personnalités y séjournent ou s’y fixent, attirées par son climat (le baron badois Stulz s'y établit en 1820 ; il est un donateur important du musée, sa fille épouse Alphonse Denis) qui fut maire de la ville et député. Le prince Karl von Hohenzollern et la reine Marie-Christine d'Espagne y séjournent à l'invitation d'Alphonse Denis. La colonie anglaise est très importante et la ville possède jusqu’à trois églises anglicanes. Cette présence britannique culmine avec la venue de la reine Victoria en 1892.
En 1791, Charlotte Turner Smith publie son roman Celestina dont l'action se déroule à Hyères. Le docteur anglais Edwin Lee livre en 1857 un ouvrage sur les vertus de son climat et en novembre 1880 Adolphe Smith publie The Garden of Hyères. Alexandre Aimable de David Beauregard (1721-1806) est également connu pour avoir développé la propriété de Sainte-Eulalie qui, au Moyen Âge, est la plus vaste exploitation de la région avec ses mille hectares. C'est aussi le cas de Simone Berriau au domaine viticole de Mauvanne.
En 1849, le juriste et député de Haute-Garonne Antoine Eugène Genoud meurt à Hyères.
En 1883, Robert Louis Stevenson vient à Hyères et y séjourne pendant deux années. Il y écrit : « Je ne fus qu'heureux à Hyères » ; il y reçoit les soins du docteur Léon Émile Vidal pour traiter son emphysème pulmonaire,.
D'autres écrivains célèbres y habitent également comme Jules Michelet qui y meurt en 1874, Joseph Conrad ou Léon Tolstoï dont le frère Nicolas s'éteint à Hyères et y fut enterré dans l'ancien cimetière (aujourd’hui école Paul Long), tout comme Saint-John Perse (Alexis Léger), inhumé au cimetière de Giens. D'autres encore y possèdent une maison de villégiature comme Edith Wharton, l'académicien Paul Bourget, Martine-Marie-Pol de Béhague qui fait construire sur la presqu'île de Giens la villa « La Polynésie », le baron archéologue Gustave Charles Ferdinand de Bonstetten ou le compositeur Ambroise Thomas. L'horticulteur Charles Huber, ancien chef-jardinier du maire Alphonse Denis, exporte dans toute l'Europe graines et végétaux exotiques.
Charles-Albert Costa de Beauregard (1835-1909) acquiert l'île de Port-Cros en 1890 tandis que François Joseph Fournier (1857-1935), après avoir fait fortune dans les mines d'or mexicaines, achète l'île de Porquerolles en 1912. Alexis Godillot acquiert à Hyères en 1864 l’hôtel des Îles d'Or et 20 hectares de terres agricoles dans les jardins de Beauregard, que le manufacturier viabilise et lotit.
D'autres personnalités y ont séjourné, comme l'historien et écrivain roumain Nicolae Bălcescu ou le flutiste Paul Taffanel qui résidaient à la villa Espérance, conçue par son beau-frère Marcel Deslignières en 1884, ainsi que le peintre Giulio Vittini, dont quelques œuvres sont toujours visibles à la mairie et dans certains musées. C'est également à Hyères qu'a vécu, et qu'est mort, le libraire et écrivain Maurice Périsset qui reçoit le Prix du Quai des Orfèvres en 1983.

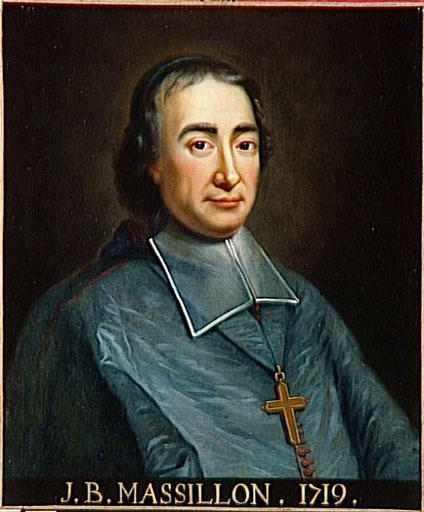
Jean-Baptiste Massillon.
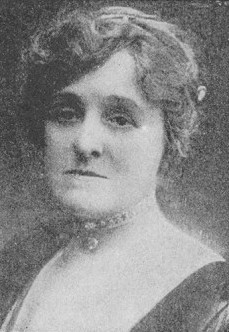
La romancière Edith Wharton.
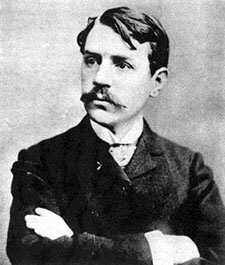
L'écrivain Paul Bourget.
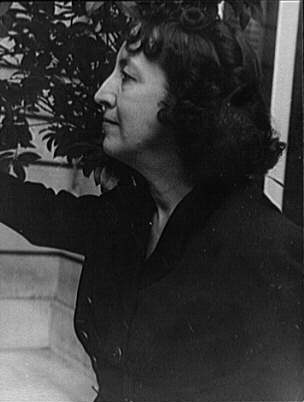
Marie-Laure de Noailles.
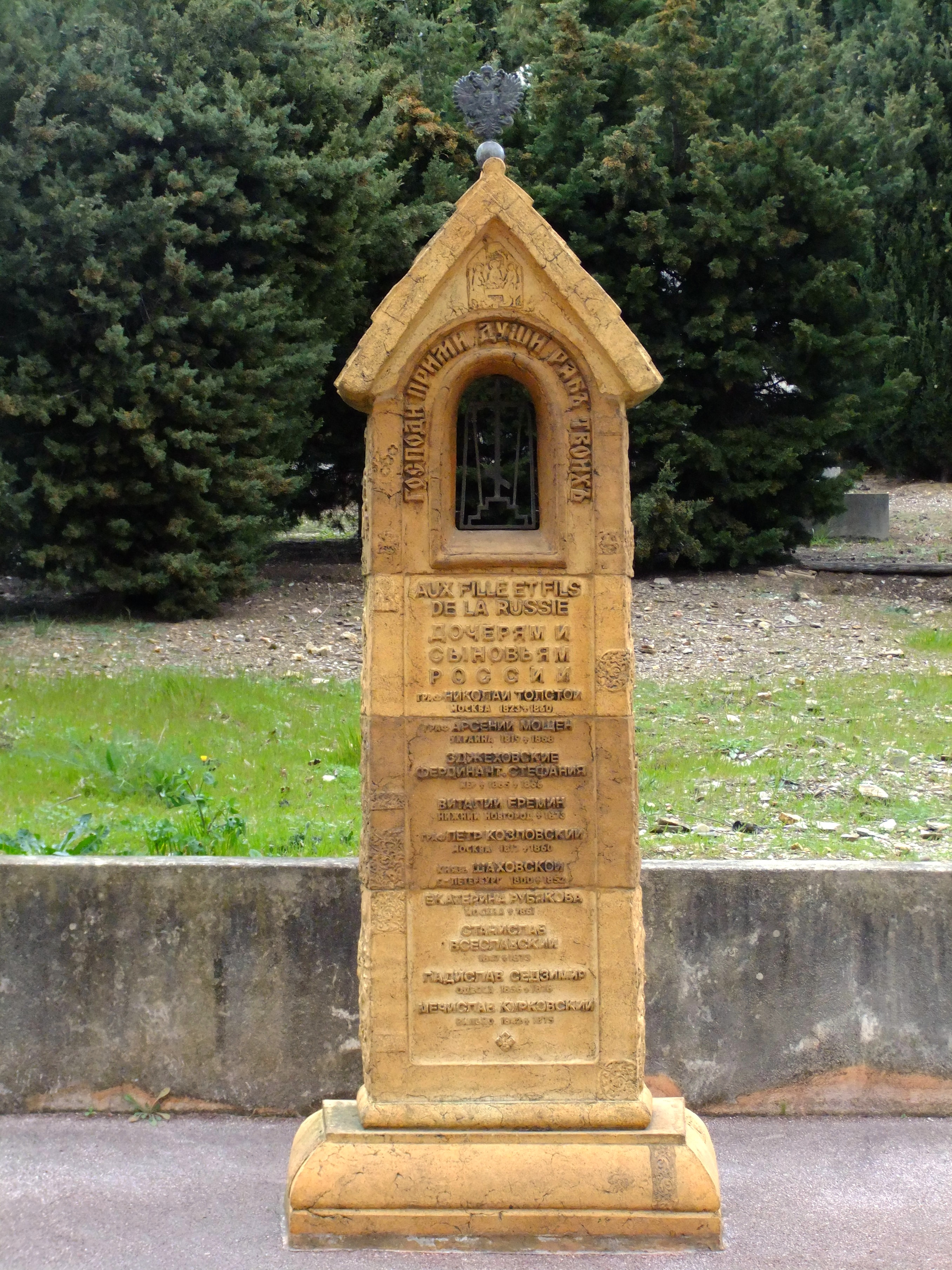
Stèle à Nicolas Tolstoï, au cimetière de la Ritorte.

### Héraldique et logotype
| Blason historique d'Hyères. | Blasonnement de 1696 : De gueules, à un château d'argent, sommé de trois tours de même, maçonné de sable, la porte ouverte et garnie de sa coulisse de sable, accompagnée en pointe de trois besants d'or, posés deux et un. |

| Blason d'Hyères sous le Premier Empire. | Blasonnement sous le Premier Empire : D'azur à la tour d'argent, maçonnée de sable, ouverte et ajourée du champ, crénelée de quatre pièces, donjonnée de trois tourelles, crénelée chacune de trois pièces du même, et accompagnée en pointe de trois besants, deux et un, d'or ; au franc quartier des villes de seconde classe. |

| Blason actuel d'Hyères. | Blasonnement actuel : D'azur à la tour d'argent maçonnée de sable, ouverte et ajourée du champ, crénelée de quatre pièces, sommée de trois tourelles crénelées chacune de quatre pièces du même, et accompagnée en pointe de trois besants d'or deux et un. La commune s'est en outre dotée d'un logotype. | Logotype d'Hyères. |